# Chute du limes de Germanie

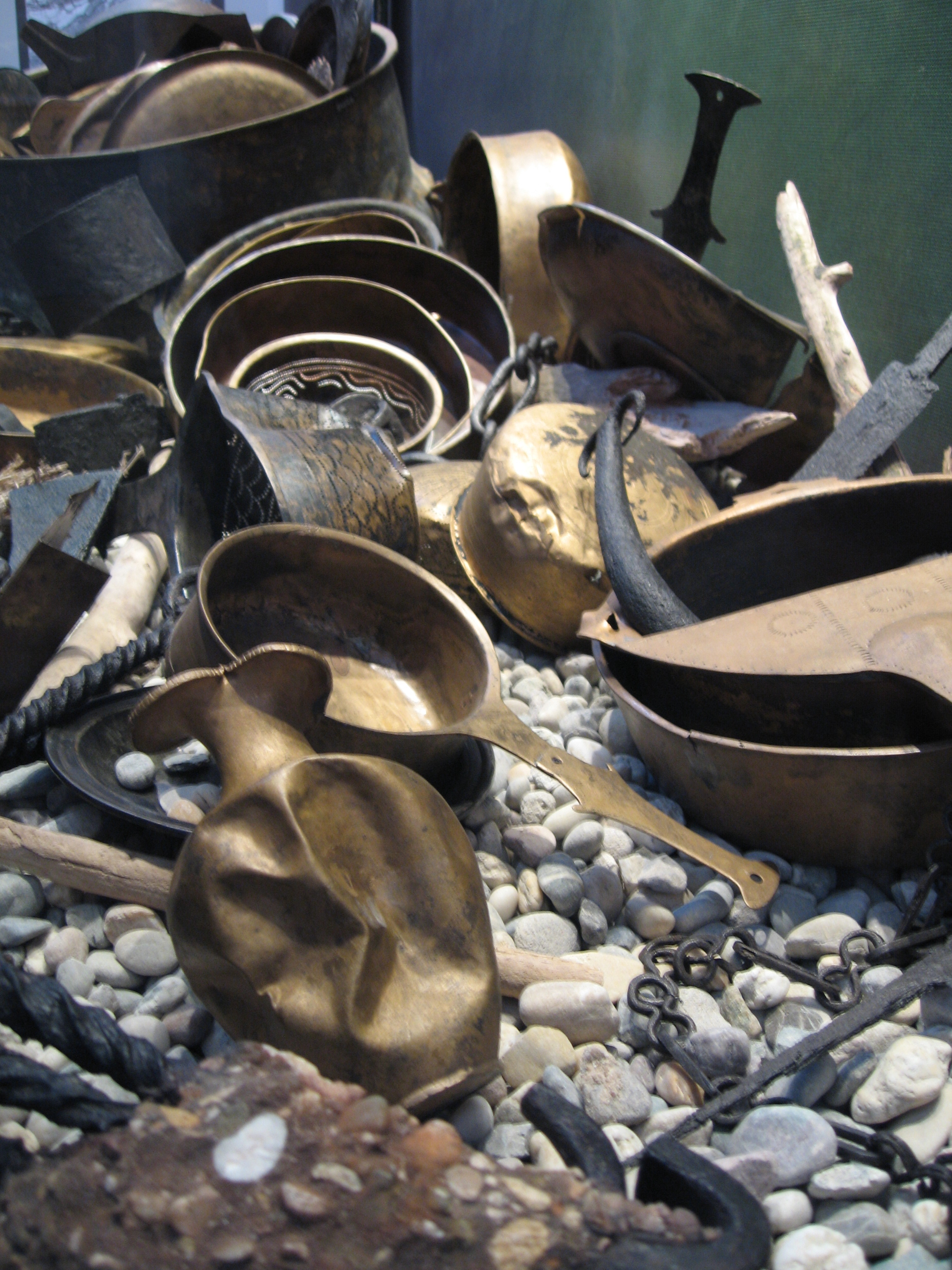
La trouvaille du trésor de Neupotz, en relation directe avec les pillages après la chute du limes, désigné pour cela comme « proie des Alamans ».

On entend par chute du limes de Germanie l'abandon par les Romains vers le milieu du IIIe siècle du limes de Germanie qu'ils avaient construit depuis le Ier siècle, ainsi que leur retraite de ce territoire d'empire vers l'arrière-pays à ce moment-là.
Par une série de trouvailles dans le sol très parlantes, la chute du limes n'apparaît pas comme un simple processus historique mais comme un phénomène en plusieurs étapes, dont l'enchaînement historique n'est pas encore complètement compris. Comme les sources écrites manquent, ou sont d'une fiabilité douteuse, la recherche s'appuie sur les fouilles archéologiques. Dans le passé, on considérait avec une cause unique que les Romains avaient été forcés, dans le contexte d'une attaque des Alamans, à abandonner le territoire situé à l'est du Rhin et au nord du Danube. Mais des fouilles sur le terrain montrent que ce processus est la conséquence d'un développement sur des années pendant la crise de l'Empire du IIIe siècle, avec un effritement du pays frontalier. Ceci finit par conduire dans les années à partir de 259/260 à l'abandon définitif des champs Décumates et au repli de la frontière militaire romaine sur le Rhin et le Danube,.

## Histoire de la recherche

Chronologie de la chute du limes et du IIIe siècle.

Les réflexions sur la nature des événements historiques qui ont conduit à l'abandon du limes germanico-rhétique et sur la date exacte de ce dernier sont aussi anciennes que la recherche même sur le limes. Le grand historien de l'Antiquité Theodor Mommsen décrivait en 1885 de la façon suivante la vue qui a longtemps régné sur ce processus : 
« Une série de florissantes villes romaines ont alors été saccagées par les envahisseurs barbares, et la rive droite du Rhin a été perdue par les Romains pour toujours »
— Theodor Mommsen, 

La Reichs-Limes-Kommission (de), au lancement de laquelle Mommsen a participé, a abouti à des conclusions similaires. L'archéologue Georg Wolff constatait en 1916 : 
« Un repli sur la deuxième ligne en arrière, sans doute dû à de nombreuses percées, est ce que nous avons l'habitude de désigner comme conquête du limes par les Germains.  »
— Georg Wolff, 
On reconnaît que la recherche était à cette époque encore dominée par des questions militaires, c'est pourquoi il allait de soi de partir de l'hypothèse de l'assaut de la muraille frontière par des ennemis extérieurs. Le manque de preuves qui pourraient attester un tel événement était cependant déjà un problème. Les objections provenaient de disciplines voisines de l'archéologie des provinces romaines. Des numismates avaient identifié beaucoup de trouvailles de monnaies dans le domaine du limes comme des frappes datant d'après 260. Les archéologues du haut Moyen Âge mettaient en doute les bases des datations, et attiraient l'attention sur les nombreux habitats alamans précoces dans le voisinage. Récemment, des recherches paléobotaniques ont montré que les derniers temps du limes semblent coïncider avec une série de changements significatifs dans l'environnement.
Les premiers doutes quant à un événement unique, dramatique sur le plan militaire, étant la cause d'une chute du limes, ont déjà été avancés à la fin de la Reichs-Limes-Kommission en raison de la trouvaille de suites partiellement cohérentes de monnaies. Ernst Fabricius, dans sa datation de la chute du limes a attribué une plus grande valeur aux trouvailles les plus tardives, notamment sur les forts de Saalburg, Kapersburg, Jagsthausen et Niederbieber. Cependant, après l'évaluation des monnaies et des inscriptions, il arriva au résultat qu'en 260, tous les forts du limes avaient été abandonnés, ou plus rarement détruits. Cependant, Fabricius devait concéder en même temps que « Des parties des possessions romaines sur la rive droite du Rhin avaient été encore longtemps après la perte du limes, jusqu'au milieu du IVe siècle, occupées ou temporairement réoccupées. »
Tandis qu'après la seconde Guerre mondiale, la recherche historique en RDA ne voulait voir dans la chute du limes qu'une « victoire sur l'ordre déjà affaibli des esclavagistes romains, » les archéologues d'Allemagne de l'ouest se rapprochaient du travail de Fabricius, et essayaient de clarifier les questions des séries presque continues de monnaies (Wilhelm Schleiermacher) et de la datation précise de la chute du limes (Helmut Schoppa). En raison de trouvailles faites sur les emplacements des forts de Großkrotzenburg et d'Alteburg, Schoppa croyait à un reste de groupes de population romains. Également, le territoire entourant Wiesbaden (Aquae Mattiacorum) aurait été le premièr à être évacué par les Romains dans l'abandon de la frontière du Rhin pendant l'antiquité tardive.
Dans les années 1980 et 1990, les spécialistes se sont exprimés avec une plus grande prudence sur la datation exacte. De plus en plus, on s'éloignait de l'hypothèse que 260 aurait marqué un décrochement massif. Dieter Planck par exemple ne voulait pas exclure en 1988 un abandon de la limite de l'empire encore plus tardive. Hans Ulrich Nuber a constaté en 1990 que l'abandon du limes devait encore faire l'objet de recherches, et fait remarquer qu'à la même époque, des polémiques avaient eu lieu au sein même de l'Empire.
À peine deux ans plus tard, la découverte de l'autel de la Victoire d'Augsbourg a modifié durablement le tableau de la chute du limes et a conforté Nuber. Jusqu'à cette date, il était resté complètement ignoré que la province de Rhétie s'était rattachée à l'empire des Gaules sous Postume au moment de la chute du limes. La même année encore, le Musée du Land de Wurtemberg a organisé une exposition spéciale sur la chute du limes. La nouvelle trouvaille anima sensiblement le débat scientifique sur la chute du limes. En 1995, ont eu lieu au musée de Saalburg un colloque scientifique et une exposition spéciale sur l'autel de la Victoire d'Augsbourg,. La date de la chute du limes est maintenant plutôt éclairée dans ses aspects isolés avec des approches interdisciplinaires vers la numismatique et les sciences de la nature. Des publications actuelles évitent des formulations telles que « Le limes a été bousculé sur un large front », parce que les événements des années 259/260 sont maintenant surtout considérés comme une étape importante d'un développement pluriannuel avec beaucoup de problèmes séparés,.

## La zone frontière auIIIesiècle
La zone frontière fortement marquée par l'armée, entre le Rhin et le limes de haute Germanie et de Rhétie (désignée par Tacite comme Agri decumates, Champs Décumates) avait joui pendant bien plus de 100 ans d'une période de paix, depuis les guerres germaniques de l'empereur Domitien, si l'on fait abstraction de petits conflits régionaux. La Pax Romana se fondait sur un système de limes fonctionnel, à l'abri duquel pouvaient s'établir des petites villes prospères, avec une administration civile (civitates) ainsi qu'un système de couverture en surface par des villae rusticae. Les troupes casernées dans les forts du limes avec leurs animaux de monte et de trait garantissaient une forte demande constante pour des productions agricoles et garantissaient en même temps un système fonctionnel économique, administratif et colonial.

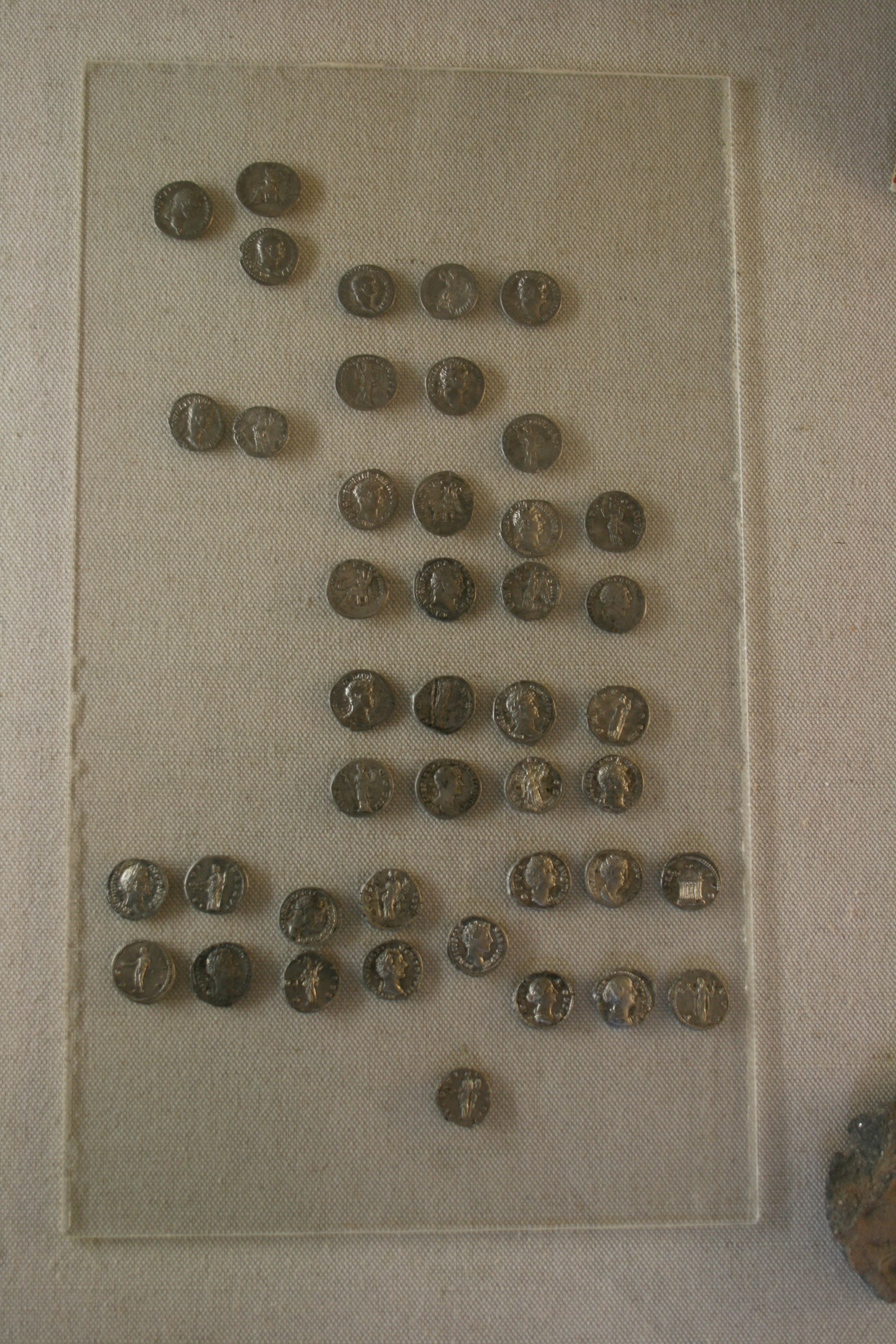
Partie du trésor monétaire du vicus près du fort de Seligenstadt, monnaie la plus récente de Caracalla.

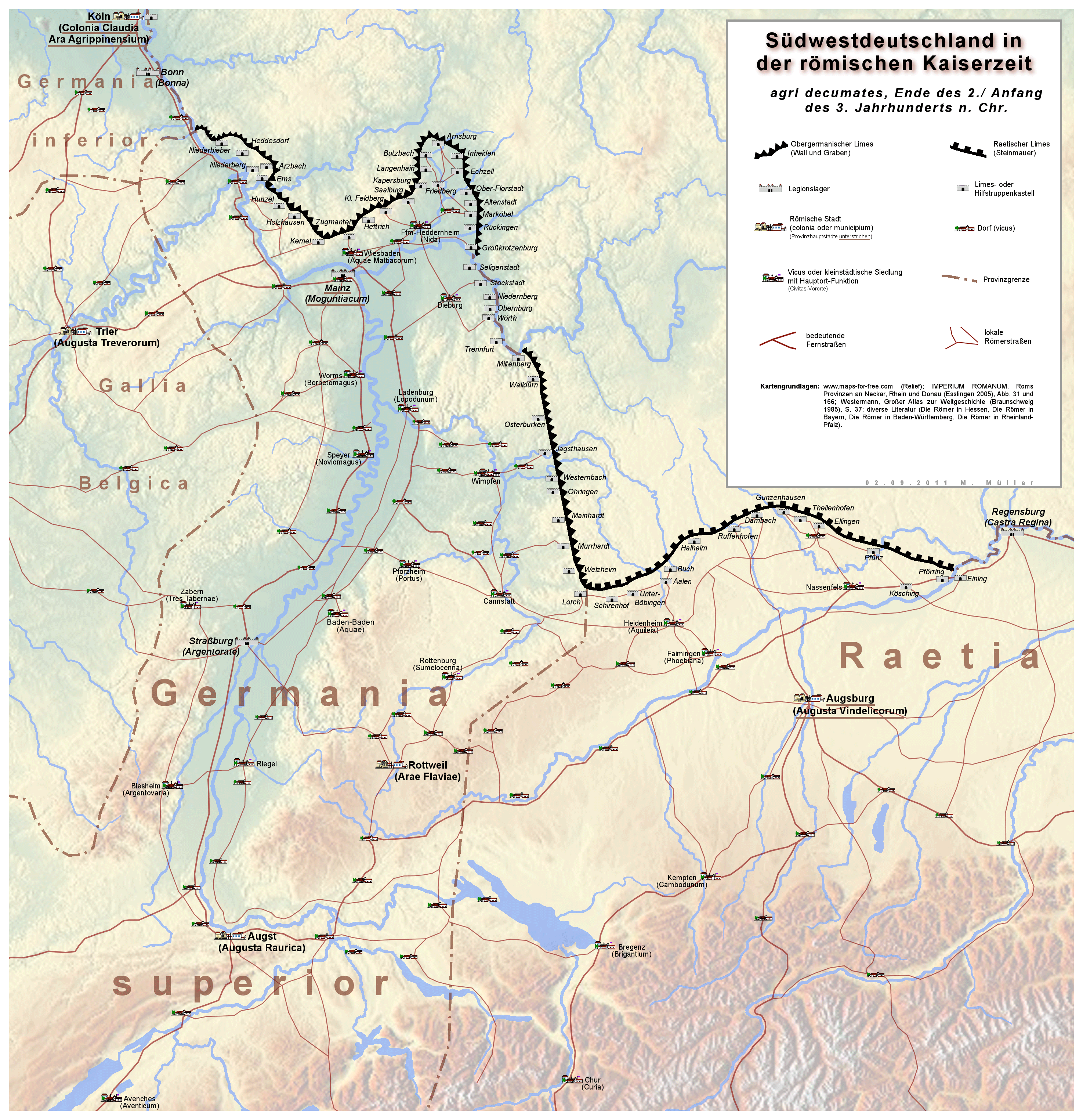
Allemagne du sud-ouest et la zone frontière au IIIe siècle

C'est surtout au IIe siècle que ce système a bien fonctionné. La zone frontière semble s'être rapidement relevée d'attaques mineures, peut-être pendant les guerres marcomanes, attestées par des trouvailles de trésors de monnaies et des horizons de destruction occasionnels dans des villas entre 160 et 180,. Dans le Taunus, le limes a été renforcé par des forts supplémentaires : Holzhausen, Kleiner Feldberg et Kapersburg. Beaucoup de villas romaines et des chefs-lieux de civitas n'ont été construites couramment en pierre qu'à partir du début du IIIe siècle.
Des agressions marquantes dans la vie de la zone frontière ne peuvent être remarquées qu'à partir du IIIe siècle, alors que l'armée, en raison d'affrontements internes à Rome, ne pouvait plus garantir la sécurité nécessaire. On examine aussi si les forces armées romaines à la fin du IIe siècle n'avaient pas été affaiblies par des événements comme la révolte de Maternus, à la tête d'une armée de déserteurs, de brigands et de déclassés. Le service dans les troupes auxiliaires, qui assuraient le service de garde sur le limes, et qui conférait la citoyenneté romaine après 25 ans, devint sans intérêt, à la suite de l'édit de Caracalla qui supprimait cette clause d'ancienneté,. Dans la Germanie, hors du territoire impérial, à partir des nombreuses petites tribus germaniques s'étaient formées les grandes confédérations des Francs et des Alamans, adversaires nouveaux et redoutables.
Une campagne de Caracalla en 213 a pu stabiliser la situation pour quelques années. Il est possible que ce fut le prétexte pour l'érection du monument triomphal du Limestor Dalkingen (de). Mais déjà, l'attaque des Alamans de 233 à 235 a eu des conséquences catastrophiques sur la zone frontière. Comme l'armée de Germanie supérieure avait mis à disposition ses unités les plus capables, notamment les unités de cavalerie (alae), pour la campagne de Perse de Sévère Alexandre, il semble qu'elle était arrivée à un état incapable de défense efficace. Ici, il convient de se rappeler que le limes n'était pas une fortification purement militaire, mais servait en premier lieu au contrôle du trafic des marchandises et des personnes.
On ne sait pas clairement dans quelle mesure la pression externe a augmenté, parce qu'indubitablement l'instabilité croissante intérieure à l'Empire a aussi joué un rôle important : en raison d'un nombre croissant de guerres civiles, la capacité des Romains à se soucier de la protection des frontières a diminué. Dans ces régions, la situation de la sécurité se détériora rapidement à partir d'environ 230. Outre divers horizons de destructions dans divers forts et colonies, la situation de détresse de la population peut être perçue par le nombre des trésors de monnaie enterrés, qui n'ont pas pu être récupérés ultérieurement par leurs propriétaires. De telles trouvailles ont eu lieu notamment à Nida-Heddernheim et au fort de Ober-Florstadt,. Après la dernière grande contre-attaque romaine sous Maximin Ier le Thrace en 235, une discontinuité claire est reconnaissable, car en 238, celui-ci a été tué pendant l'année des six empereurs, marquant le début de la période instable des empereurs soldats. En raison de la situation instable, beaucoup de colonies sur le limes n'ont plus été reconstruites, ou à peine. Des inscriptions sur des monuments en pierre et les murailles des vici et des chefs-lieux de civitas témoignent néanmoins d'une volonté d'affirmation de la population restante.
On ne peut pas cependant estimer la diminution de la population due à la fuite ou aux conséquences de batailles de la guerre. Les victimes de la population civile par des soldats pillards ou des brigands sont documentées par des inscriptions. Latronibus interfectus (assassiné par des brigands) se trouve alors plus souvent sur les inscriptions tombales,.

Phases de construction du bain du fort de Rainau-Buch. À droite, la phase réduite, la plus tardive du IIIe siècle.

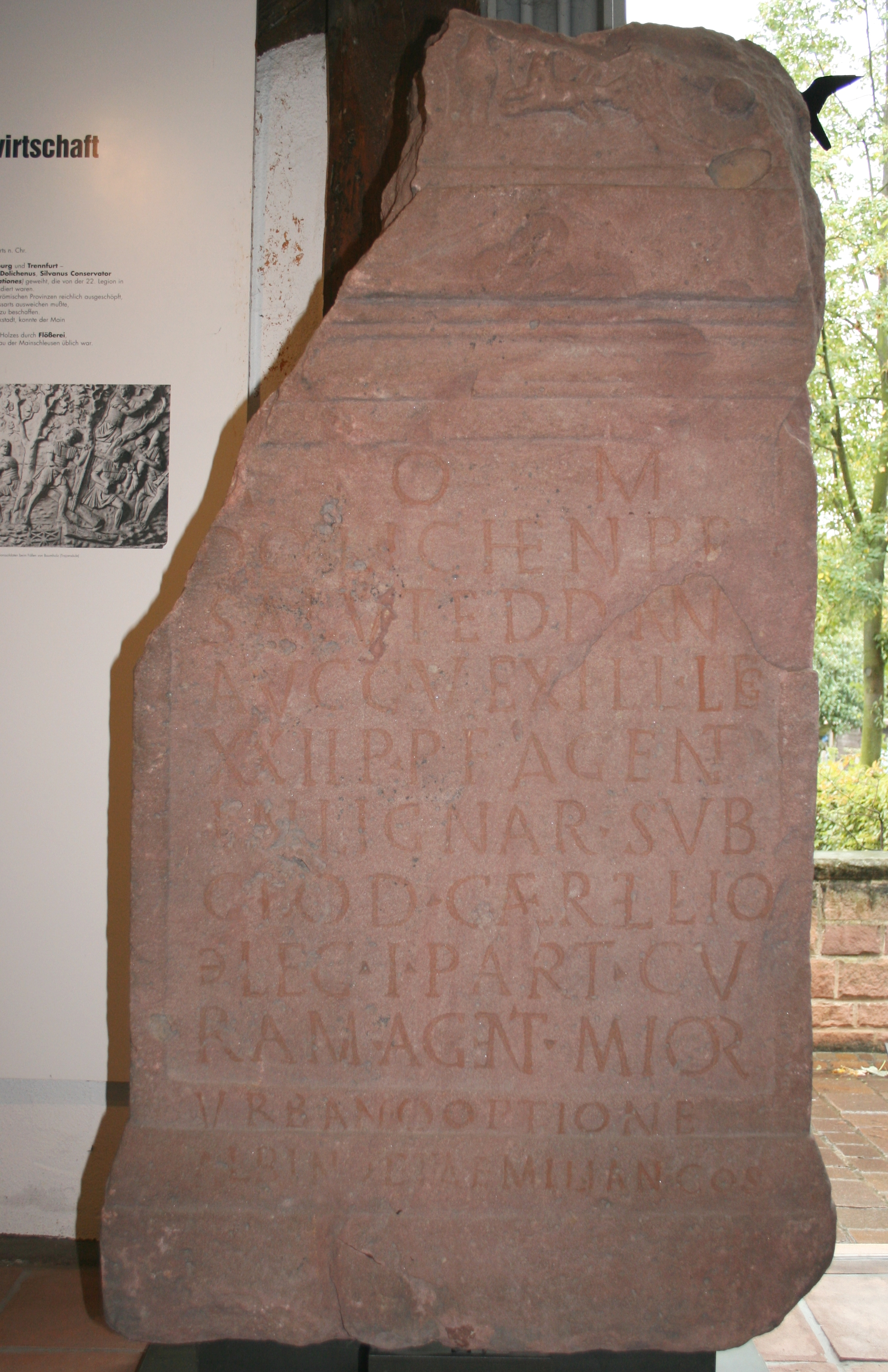
Inscription romaine dObernburg avec indication d'un commando de bûcherons de la Legio XXII Primigenia.

### Problèmes écologiques
Dès 1932, Oscar Paret avait établi que les Romains avaient pratiqué la surexploitation des forêts. Comme l'utilisation du charbon de terre ou de bois n'était encore que peu connue et diffusée, comme dans toute l'ère pré-industrielle, ce n'étaient pas seulement les forts, les vici et les villas avec leurs bains, leurs cuisines et leurs hypocaustes qui se tournaient vers l'utilisation de la matière première bois, mais aussi la production artisanale.
Un manque de cette source d'énergie autrement facilement disponible dans le sol des provinces est reconnaissable dès le IIIe siècle à plusieurs indices. La diminution en taille des bains des forts, comme aux forts de Buch-Rainau, de Schirenhof, d'Osterburken et de Walldürn appuient la thèse de Paret,, ainsi que des inscriptions de commandos de bûcherons vers 214, qui ont été découvertes à de nombreux forts du limes principal,,,. Les buts de ces détachements étaient probablement les montagnes moyennes encore riches en forêts en ce temps-là, comme le Spessart ou l'Odenwald. Des recherches dendrochronologiques sur les bois de la palissade du limes ont pu montrer que celles-ci n'ont plus été renouvelées au IIIe siècle probablement par manque de bois, et ont été remplacées par des murs de terre et des fossés en haute Germanie et par des murs en Rhétie.
Depuis l'époque de Paret, de nouvelles connaissances sur les problèmes d'environnement se sont rajoutées grâce à des méthodes de sciences naturelles telles que l'archéobotanique, la dendrochronologie ou la géologie du quaternaire. Des diagrammes de pollens de sédiments de l'époque romaine (ici en particulier les fontaines du fort est de Welzheim) appuient l'épuisement croissant par la diminution des pollens d'arbres par rapport à ceux d'herbes et d'arbustes. Par des abattages massifs dans les territoires boisés subsistants, les espèces à bois tendre, à développement plus rapide, ont pu s'imposer face aux sapins et aux chênes, croissant plus lentement. Ce sont principalement les vallées des cours d'eau qui ont été principalement surexploitées, en raison des bonnes conditions du transport.
Par la datation dendrochronologique des chênes de forêt claire et des recherches géologiques des dépôts dans les vallées des cours d'eau, on a pu démontrer qu'entre les Ier et IIIe siècles les événements de crues se sont fortement multipliés. Les événements de crue et de fortes pluies ont déclenché l'érosion des sols en pente, qui représentaient les surfaces préférées pour les villae rusticae, et entassaient dans les vallées des galets et de l'argile parfois sur des mètres. À l'époque romaine, ces sols n'étaient plus utilisables. Ce n'est qu'aux IVe et Ve siècles que la fréquence des crues diminua, ce qui rendit possible l'utilisation des plaines alluviales au Moyen Âge, après séchage.
La supposition que ce genre de problèmes s'est produit dans l'ensemble de la province romaine et qu'il a été une des causes notables de l'abandon des champs Décumates a récemment été à nouveau contestée.

### Crise économique
La forme d'habitation principale dans la campagne de villa rustica était pour diverses raisons particulièrement sensible aux crises. Les propriétaires terriens romains dans la zone du limes produisaient d'habitude pour le marché local, en raison des difficultés de transport. Une baisse des marchés d'achat habituels (p. ex. par retrait des troupes), manque de personnel à la saison de la récolte, hausse des coûts de transport ou recul du rendement des sols pouvaient conduire à l'abandon des exploitations les plus importantes. Dans la zone frontière, on peut reconnaître dans certaines régions dès la fin du IIe siècle une stagnation dans la mise en exploitation des terrains. Au cours du IIIe siècle, la plupart semblent avoir été abandonnés par leurs habitants. Mais les horizons de destruction ne sont que rarement trouvés par comparaison. À l'opposé des grandes propriétés sur la rive gauche du Rhin, qui étaient encore partiellement somptueusement développées encore au IVe siècle, on peut lire dès le milieu du IIIe siècle sur beaucoup de villas de la rive droite une tendance à la diminution, qui concernait principalement les installations de chauffage des habitations et des bains.

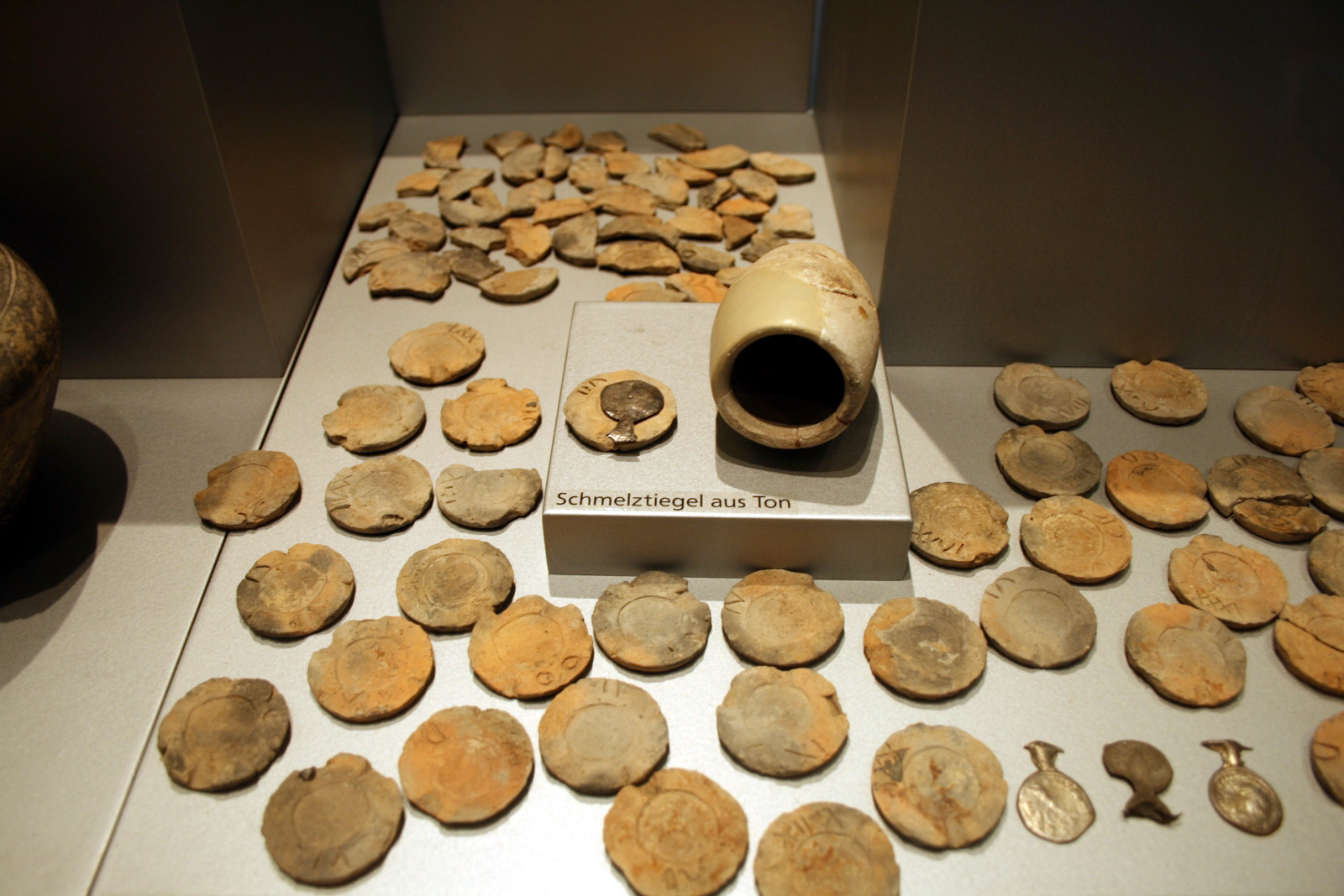
Creuset de coulée et fausses monnaies de Rottweil.

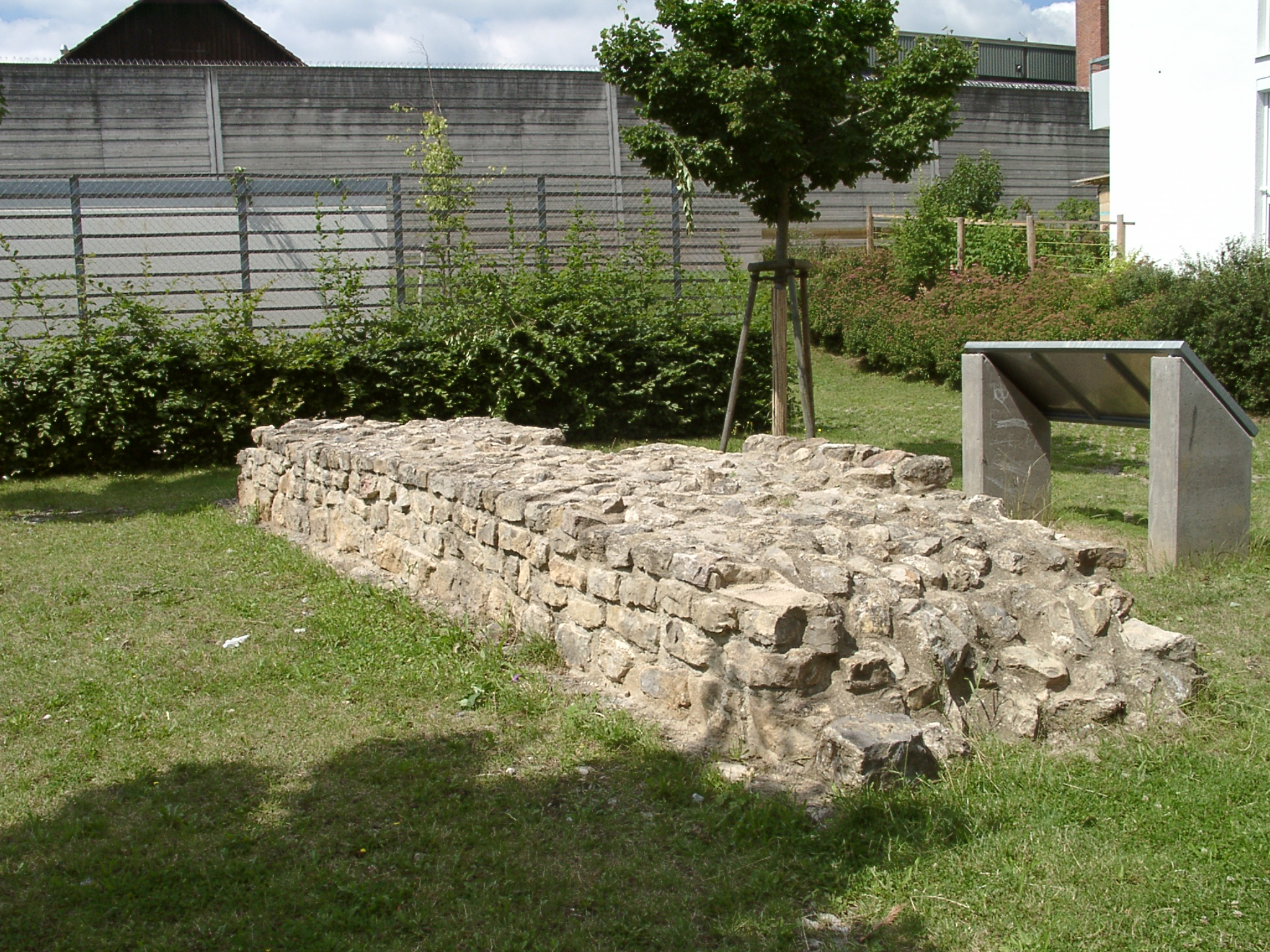
Restes du mur romain de la ville de Rottenburg.

La situation de la sécurité altérée a pu inciter beaucoup d'habitants à se retirer dans des provinces sûres. Ceci a accentué le manque de personnel, concernant non seulement l'armée, mais dans une bien plus forte mesure l'économie privée.
Il y avait des difficultés économiques quotidiennes aussi pour les habitants restés dans les champs Décumates. Les fondations et les bâtiments de représentation impériaux n'existaient plus. L'État essayait de contenir l'inflation par un taux en argent diminué des antoniniens, qui au sommet de la crise ne présentaient plus qu'une mince enveloppe d'argent pour la même valeur nominale. À l'opposé, les producteurs et commerçants devaient hausser leurs prix, ce qui mit en route un cercle vicieux. L'installation de nombreux postes d'auxiliaires dans la zone du limes à partir de la fin du IIe siècle indique les essais de l'État de se procurer des ressources supplémentaires par les droits de douane,.
La perte de pouvoir d'achat des habitants est accompagnée par un recul des importations que l'on peut démontrer dans les matériaux de fouille de cette époque. La céramique sigillée des ateliers de la rive droite du Rhin n'arrivait plus que rarement dans les zones du limes, et à mesure de l'avance du IIIe siècle perdait fortement de sa qualité. Une situation semblable se présente pour l'importation de l'huile d'olive et du garum, dont les formes d'amphores typiques se retrouvent plus rarement. Le vin pouvait être remplacé par une culture locale dans les provinces germaniques, mais on ne sait pas exactement dans quelle mesure cela s'est produit. En général, on doit partir du fait que les habitants ont ainsi essayé de remplacer les importations manquantes. Comme indice de la crise, il faut aussi valoriser les trouvailles de fausses monnaies et de leurs moules, comme on en a trouvé à Risstissen, Rottenburg et Rottweil.

### Résultats
Les effets de cette crise étaient connus des habitants de la zone frontière. Des contre-mesures témoignent d'une volonté d'affirmation de la population finalement sans succès. On peut en trouver des témoignages archéologiques isolés, et voir qu'elles étaient dirigées en règle générale vers la sécurité des habitants.

#### Résistance desvici
Au début du IIIe siècle, de nombreux chefs-lieux de civitas sur la rive droite du Rhin ont reçu des murailles : Nida-Heddernheim, Dieburg, Lopodunum (Ladenburg), Bad Wimpfen, Sumelocenna (Rottenburg), et Arae Flaviae (Rottweil). Des exceptions sont représentées par Aquae Mattiacorum (Wiesbaden) et Aquae Aureliae (Baden-Baden), où on a pu se fier à la proximité du Rhin et aux légions stationnées par là.
Ces murailles n'ont pas été érigées dans une situation de danger urgent, mais de façon planifiée, ce dont témoigne leur méthode soigneuse de construction. La plupart du temps, elles rétrécissaient la surface de la ville du moyen empire, et ce n'est qu'à Heddernheim que le mur a été surdimensionné,.
|  |  |

#### Rétrécissement des forts
Avec un recul de la zone frontière, il y a eu aussi une dégradation du système du limes. En réaction au manque de personnel, on trouve des entrées de fort murées à Osterburken, Jagsthausen ou Öhringen, ainsi que des bains diminués dans les forts. De nouvelles investigations sur les forts de Kapersburg et de Miltenberg-est ont pu indiquer que sur le limes tardif, les forts avaient été réduits déjà jusqu'à un quart de leur taille initiale,,.
Dans les deux cas, une partie de l'intérieur du fort a été séparée dans ce but par un nouveau mur transversal solide. À Kapersburg, ce domaine comprenait le horreum, ainsi que divers bâtiments en pierre, dont probablement la demeure du commandant. Le reste de la surface du fort a sans doute été pris par la population civile restante, car les murs sont restés intacts et reconnaissables jusqu'à présent. On peut penser qu'aux endroits moins menacés où une réduction avait été acceptée, on avait anticipé sur des développements futurs, comme au fort d'Eining ou à celui de Dormagen.

#### Les Germains dans les colonies romaines
Depuis le IIIe siècle, il y avait dans la zone frontière des habitants germains, qui étaient probablement venus des territoires du nord. Dans les villages des forts du limes du Taunus (Saalburg et Zugmantel), ceci est attesté par la trouvaille de céramique germanique. On ne peut pas délimiter leurs domaines d'habitation d'une façon sûre, d'une façon aussi sûre que s'il s'agissait de constructions bien identifiées, de type germain. On peut ainsi penser que les nouveaux habitants, peut-être à la suite de mesures de l'État, se sont installés au milieu des habitants précédents, peut-être dans des agglomérations de vicus vides,,. On trouve également des restes germaniques dans les villages des forts de Rainau-Buch, Jagsthausen et Obernburg-sur-le-Main. Bien sûr, on trouve aussi des Germains au début de l'Empire sur l'arrière du limes, mais leurs traces se perdent par la romanisation au IIe siècle. Les Germains ne sont trouvés renforcés comme immigrants qu'au IIIe siècle.
La présence des Germains est aussi montrée à Nida-Heddernheim par la trouvaille de céramique faite à la main et de fibules. À en juger par les objets trouvés, ils proviennent des Germains de la région du Rhin/Weser, près de la frontière de l'empire romain. Le tombeau d'un officier germain en service chez les Romains dans des fouilles du IIIe siècle fait penser à une troupe de mercenaires,.
Dans les bains romains de Wurmlingen, on a réussi la rare démonstration de l'utilisation d'une villa rustica par des colons alamans. La maison d'habitation de cette installation a été incendiée au premier tiers du IIIe siècle. Mais l'activité de la colonie autour de ce lieu a continué sans discontinuer sous des augures changés. Dans le bâtiment des bains, une insertion possède un mode de construction par poteaux typiquement germanique. On trouve aussi des reconstructions dans les bains des villae rusticae de Lauffen, de Bondorf et dans ceux de la villa urbana de Heitersheim. Les circonstances ne permettaient que de moins en moins la spécialisation, ou la production de surplus, et les exploitations sont revenues à une économie de subsistance.

### Les inscriptions les plus tardives

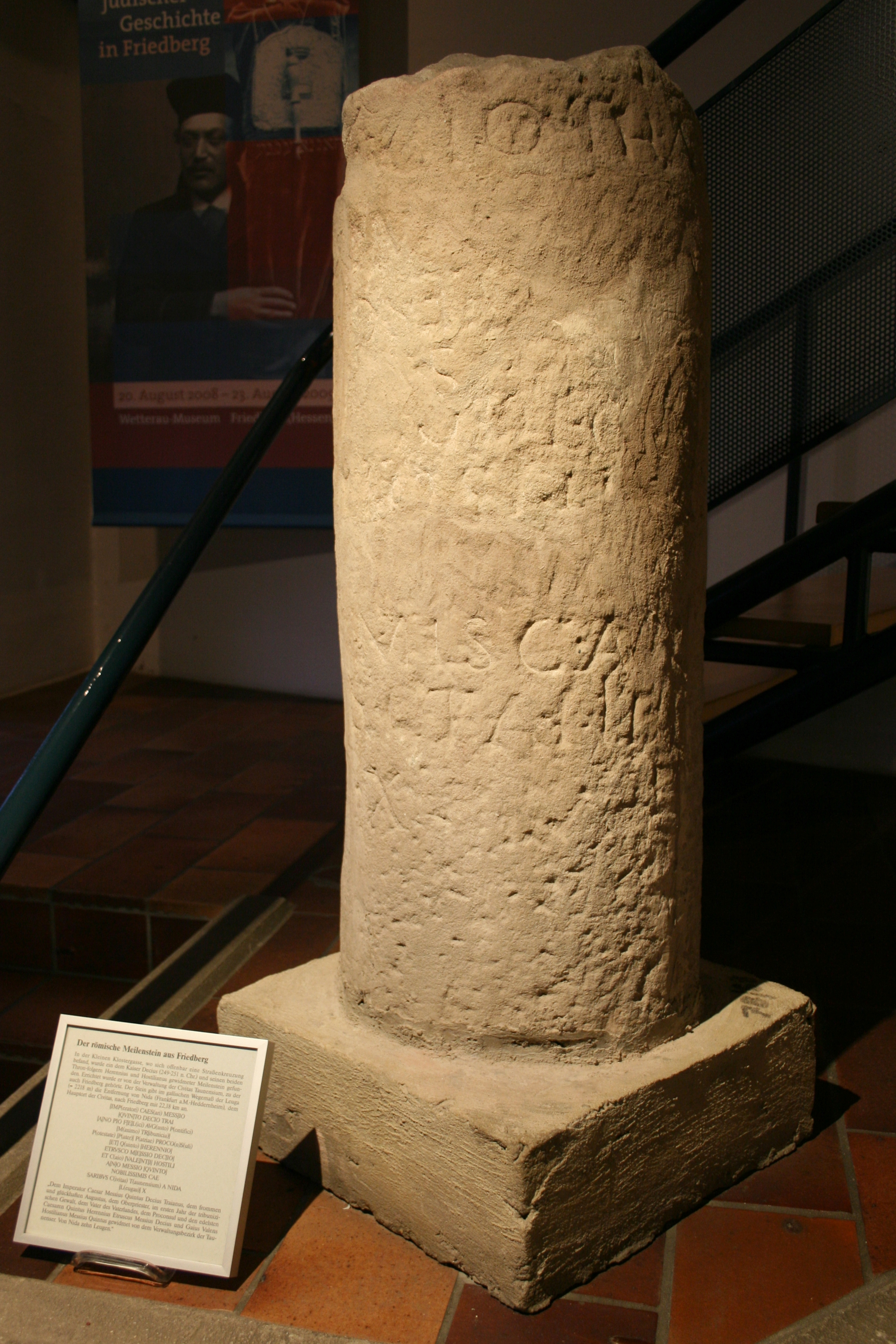
Borne leugaire de la Civitas Taunensium de Friedberg dans le musée de Wetterau.

Les inscriptions militaires sont témoignées plus rarement après les attaques des Alamans de 233 à 235, mais démontrent cependant qu'une grande partie des forts étaient encore occupés par des troupes après cette époque. Au fort d'Aalen, les inscriptions cessent dès 222. Aux forts de Murrhardt, de Feldberg et à la Saalburg, les inscriptions les plus tardives datent du règne de Sévère Alexandre (222–235),,. Le témoignage le plus tardif du limes du Taunus est une dédicace en l'honneur de l'empereur Maximin Ier le Thrace (235–238) au fort de Zugmantel. En 241, des hommes de la cohorte I Septimia Belgarum ont réparé à Öhringen une conduite d'eau qui avait été longtemps interrompue. Une inscription probablement des années 244-247, et partiellement effacée en 249/250, sur le rétablissement du bain du fort de Jagsthausen est la plus tardive qui mentionne une activité militaire,. Il y a encore des inscriptions dans les villages des forts de Stockstadt et d'Osterburken datant de 249,.
En plus, on a d'autres témoignages. Une inscription du fort d'Altenstadt témoigne apparemment d'efforts de la population pour se débrouiller seule. L'inscription mentionne un collegium iuventutis (probablement une équipe de jeunes ou une milice de citoyens). Des trouvailles semblables d'inscriptions sont connues en provenance de Pannonie et d'Öhringen. À Friedberg dans la Wetterau, le conseil de la Civitas Taunensium (Heddernheim) fait ériger en 249 encore une borne leugaire. La Civitas Ulpia Sueborum Nicretum (Ladenburg) fait ériger les dernières de ces pierres en 253 à Ladenburg et à Heidelberg,. La trouvaille de ces dernières permet de conclure à une administration du territoire encore quelque peu en fonction à cette époque. On notera que le nombre des inscriptions latines nouvelles dans l'ensemble de l'empire romain a dramatiquement diminué vers le milieu du IIIe siècle.
La dernière inscription, conservée de façon fragmentaire, dans la zone du limes rhétique provient de Hausen ob Lontal, partie de Herbrechtingen, et est datée de fin 254-début 255 en raison de la titulature impériale au début du règne commun de Valérien et de Gallien. On ne connaît pas encore d'inscriptions témoignant de la présence de troupes romaines au-delà de 250.

### Les dernières trouvailles de monnaies dans les forts
Les trouvailles de monnaies dans les habitations permettent d'exactes datations sous la forme d'un Terminus post quem en fonction de la frappe de la monnaie. Le nombre de monnaies trouvées dans la plupart des forts est cependant fortement réduit dans la période après les Sévères. On ne peut pourtant pas en tirer des conclusions assurées sur la diminution des troupes. On peut penser que l'État romain a réagi à la crise après le IIIe siècle par une forme d'économie dirigiste. Ceci impliquait des services obligatoires, des limites de prix et avant tout des dons spéciaux pour l'armée.
Dans beaucoup de forts, comme à Saalburg, l'apport régulier de monnaie a cessé vers le milieu du IIIe siècle. Les trouvailles isolées de monnaies persistent jusqu'après 260, mais on ne peut pas dire si elles ont été perdues par des soldats,. On peut établir en général que les forts ont été abandonnés plus tôt que les villages situés devant leurs portes. Quelques vici de forts ont tout à fait pu être habités jusqu'au IVe siècle.
Les troupes auxiliaires, qui pendant les siècles précédents avaient assuré le service à la frontière, disparaissent de la tradition dans ces années. On ne sait pas si elles ont été dissoutes, mutées dans d'autres régions ou si elles ont succombé dans les batailles. Une disparition des paies régulières de la solde aurait pu retirer aux soldats de métier la base de leur vie.
Il se pose ainsi la question de savoir si après 233 il restait encore des troupes stationnées dans les forts, et dans quelle mesure. Sur certains intervalles, l'État aurait pu déléguer la protection de la frontière à des alliés germaniques, comme cela se produisit plus souvent pendant l'Antiquité tardive. On ne peut pas établir de réaction de l'État à une menace aiguë de la frontière, la zone frontière tomba à l'état d'une sorte de no man's land, auquel la crise générale de l'empire contribua à côté de difficultés locales.

## Manque de sources écrites

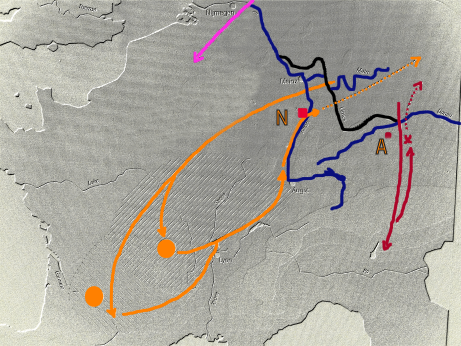
Campagnes de pillage de tribus germaniques en 260.

Contrairement au début de l'empire, on ne dispose que de peu de sources écrites fiables sur le IIIe siècle avancé. Comme à peu près contemporain, on peut considérer un passage d'Eusèbe de Césarée (en grec), qui a été ultérieurement traduit en latin et complété par saint Jérôme. Eusèbe rapporte dans sa chronique les attaques des Germains sous l'empereur Gallien (262/263) : 
« Tandis que Gallien se livrait à tous les excès, les Germains sont arrivés jusqu'à Ravenne.
Après que les Alamans ont dévasté les territoires gaulois, ils ont poursuivi vers l'Italie, tandis que la Grèce, la Macédoine, le Pont et l'Asie Mineure étaient ravagés par les Goths. Les Quades et les Sarmates occupaient la Pannonie. »
— Gardé en écriture médiévale à l'abbaye de Weingarten (G34), Bibliothèque du Land de Wurtemberg à Stuttgart (HBV 18).
De la description d'Eusèbe, nous n'apprenons certes rien au sujet des événements sur le limes, mais bien sur ceux touchant les provinces du Rhin et du Danube pendant l'année de crise 260. Cette année-là, le père de Gallien, Valérien, fut prisonnier de guerre à l'est, à l'ouest, Postume se leva contre Gallien, ce qui fut à l'origine de l'empire des Gaules. Des tribus germaniques traversaient les frontières et pénétraient profondément dans le territoire romain.
Un peu plus clair est le Laterculus Veronensis (fin IIIe siècle-début IVe siècle), qui nous est parvenu sous forme de fragments, et qui rapporte que toutes les civitates au-delà du Rhin, étaient occupées par des Barbares à l'époque de l'empereur Gallien. Cependant, Gallien n'est présenté dans les textes historiques romains que négativement, unilatéralement, et dans la littérature moderne, on souligne souvent que c'est à l'époque de son règne que la crise impériale a connu son sommet. Le sauvetage de l'empire est attribué aux empereurs de l'empire des Gaules, ainsi qu'à l'est à la colonie de Palmyre. Des représentations un peu moins négatives soulignent que Gallien, dans les circonstances difficiles de l'année 260, avait conservé son domaine, qu'il avait conduit des réformes administratives et militaires, et que la séparation de fait de parties de l'empire par des empereurs rivaux n'a pas duré.
Selon l'indication épigraphique du bref règne de Postume sur la Rhétie, ainsi qu'elle ressort de l'autel de la Victoire d'Augsbourg, l'évacuation des derniers forts du limes de Germanie supérieure-Rhétie a dû être provoquée par le conflit entre Gallien et Postume. Probablement, ceci n'est pas arrivé simultanément sur tous les intervalles de frontière. Le limes rhétique ne semble pas avoir été reconstruit après une destruction en 254, tandis que sur l'arc nord du limes de la Wetterau, beaucoup de séries de trouvailles atteignent 260. Ainsi, Postume a été responsable de l'évacuation des derniers forts de la rive droite du Rhin, mais il a réussi à stabiliser la frontière du Rhin,. Du point de vue romain, les territoires ne devaient pas obligatoirement être considérés comme « perdus », et ils seraient restés l'objet d'une revendication.

## Sources archéologiques de l'époque de la chute du limes

### Trouvailles
Du point de vue des sources archéologiques, on ne peut pas percevoir un événement singulier que l'on pourrait caractériser comme « chute du limes. » Il n'y a pas d'horizon de destructions, que l'on pourrait démontrer avec une certaine simultanéité dans un nombre suffisant de lieux de fouilles. Ce qui est le plus notable est l'exception en Rhétie, où la plupart des emplacements de forts au nord du Danube paraissent se terminer par des niveaux d'incendie dès 254. Les trouvailles souvent citées dans la recherche un peu ancienne des forts de Niederbieber et de Pfünz ne peuvent pas être directement rapportées à des incursions de Germains. Pour les deux lieux, on a récemment supposé des querelles entre Romains, ce qui fait que les résultats des fouilles plus anciennes sont évalués avec plus de prudence,. De nouvelles fouilles ont apporté des indications plus claires sur le destin de la population civile.

#### Fort deNiederbieber
Le fort de Niederbieber près de Neuwied a été longtemps l'exemple modèle de la garnison d'un fort succombant au combat pendant la chute du limes. Le motif pour cette hypothèse était la vieille trouvaille (1826) d'un squelette humain presque complet dans les principia, qui, en raison des restes retrouvés à proximité (restes d'un 
insigne d'unité, un casque de fer incrusté de bronze, et une plaque d'argent avec un fragment d'inscription) a été identifié comme signifer de la Cohors VII Raetorum du fort voisin de Niederberg. Le squelette s'appuyait assis sur le mur du bâtiment ultérieurement effondré. Dans le domaine du fort, on a trouvé d'autres squelettes humains et de nombreux os d'animaux.
Il reste peu clair cependant, pourquoi cette unité a été engagée dans la défense du fort voisin. La preuve que la tour de la porte sud de la Porta Principalis dextra (porte latérale droite) a été sapée pendant l'attaque, indique selon les vues des archéologues que l'attaquant faisait partie des troupes « romaines. » Le disque d'enseigne en argent conservé pourrait indiquer Salonin, le fils de Gallien assassiné par Postume, ce qui pourrait suggérer que la garnison du fort avait été attaquée parce qu'elle était restée du côté de Gallien pendant la guerre civile. Mais tout cela reste hypothétique. Le fait que rien n'a été pillé parmi les précieuses trouvailles du bâtiment du commandement parle contre l'hypothèse de Germains comme attaquants. Niederbieber était un des plus grands points de rassemblement de troupes du limes de Germanie supérieure, où, à côté de deux manipules, étaient aussi stationnés des cavaliers. On connaît cinq trésors de monnaie dans le fort et le vicus voisin. Le terminus post quem de la frappe monétaire est pour un de 236, pour un de 258 et pour trois de 259.

#### Fort dePfünz
On trouve d'autre vestiges semblables à ceux de Niederbieber aussi au fort de Pfünz dans l'Altmühltal. Les fouilles de la Reichs-Limes-Kommission ont ramené de là également des ossements humains dans les principia, dans une citerne au sud, ainsi que deux mâchoires inférieures de la tour de coin sud-est sous une couche d'incendies. Un os de jambe de prisonnier serait resté dans le mur extérieur du bâtiment du commandement encore avec sa chaîne. Devant la tour, 
on a trouvé les restes d'une bandoulière de bouclier. Ceci a été interprété par les fouilleurs comme le signe d'une attaque soudaine, inattendue. Selon des réflexions plus récentes, une approche du fort passant inaperçue serait très improbable, ce qui amène à penser à des batailles entre Romains. Pour des raisons inconnues, la traversée de la Porta principalis sinistra (porte latérale gauche) avait été murée auparavant.
Le village voisin du fort a été pillé et a été incendié en même temps que le fort. Un trésor dans le sanctuaire de Jupiter Dolichenus a été omis. La destruction date, selon les dernières monnaies, de 233, ce qui laisse quelque incertitude.

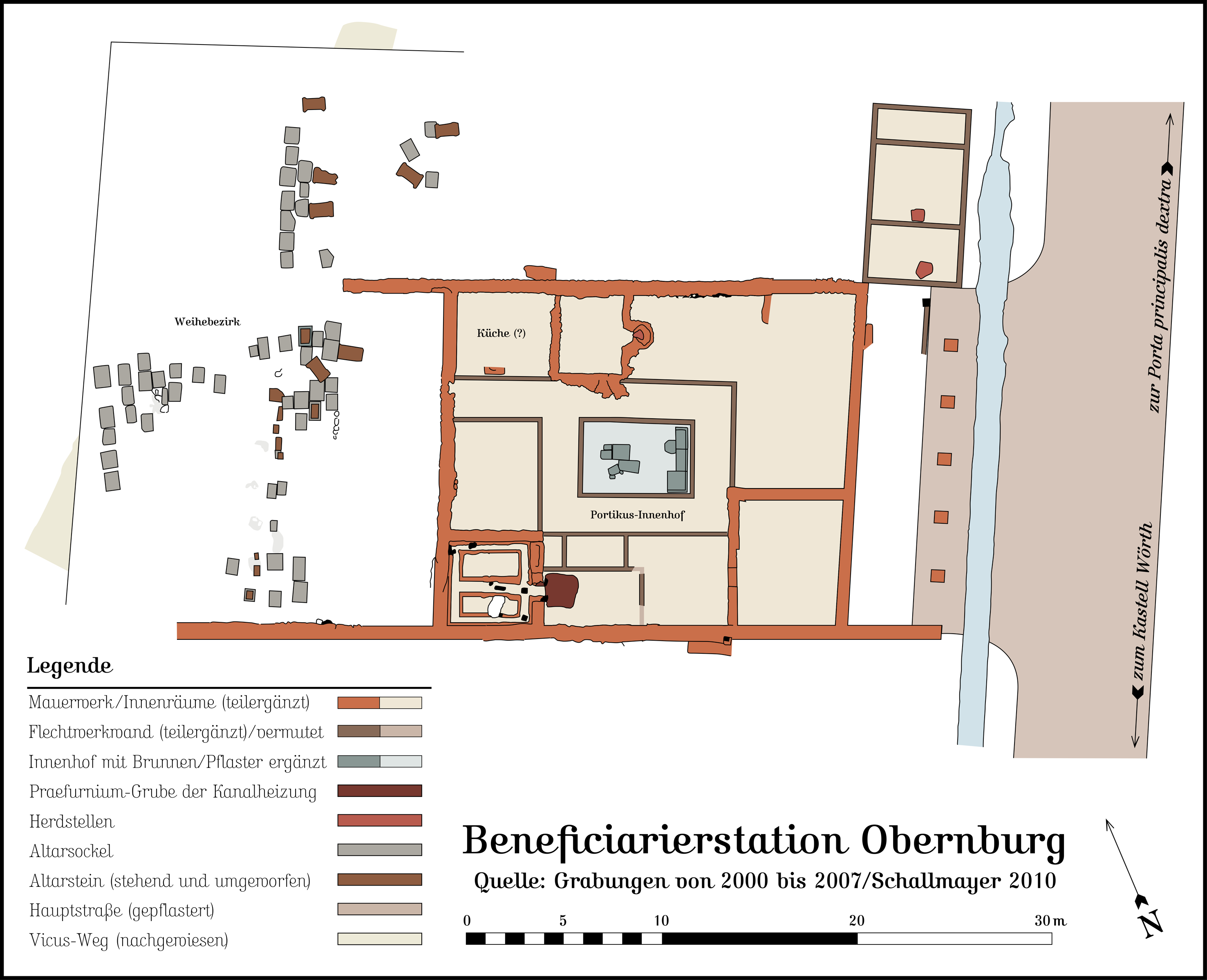
Station de beneficiarii à Obernburg am Main avec des pierres votives renversées.

#### Noyage de monuments en pierre dans des puits, brutalités sur des statues
Un grand nombre de monuments en pierre bien conservés derrière le limes a été retrouvé dans des puits romains. Ce sont surtout des dédicaces aux dieux qui ont été soigneusement déposées dans les puits, ce qui parle pour le fait que ce sont des habitants romains qui l'ont fait, et non des Alamans pillards. On voulait probablement protéger les monuments en pierre. Ceci montre que la population apparemment ne comptait pas sur un retour.
La question des responsables se pose aussi pour les nombreuses statues de dieux volontairement endommagées, ou brisées. Un exemple connu est la « colonne gigantesque de Jupiter » de Hausen an der Zaber près de Brackenheim qui a été retrouvée brisée dans une fosse. Il n'est pas exclu que les statues de dieux païens ayant échappé aux Germains pillards aient été plus tard en partie mises de côté très soigneusement par les premiers chrétiens. Dans une station de beneficiarii qui a été dégagée entre 2000 et 2007 au fort d'Obernburg, il semble qu'après l'abandon de la station au IIIe siècle, il se soit abattu une véritable tempête sur les statues, pendant laquelle beaucoup des autels votifs des beneficiarii aient été renversés par la force.
Des bornes leugaires ont été aussi couramment cachées très soigneusement dans des anciennes caves, fosses ou puits. La trouvaille la plus remarquable de ce genre est 7 pierres milliaires dans une cave et une debout dans un puits proche à Bergheim. Les inscriptions impériales sur les pierres vont d'Héliogabale à Valérien et Gallien. Une trouvaille semblable de 5 pierres provient aussi d'une cave, à Ladenburg, à une dizaine de km de là. Le soin du dépôt des pierres pourrait dans ces cas être en relation avec les services obligatoires (munera) auxquels pouvaient être assujettis les riverains de la route.

### Trouvailles isolées et en trésors
Les trouvailles dans le sol éclairent ponctuellement la détresse de la population civile. Les trouvailles de trésors ne sont classifiables la plupart du temps dans un contexte historique que par leur contenu, le lieu de leur conservation et leur datation.

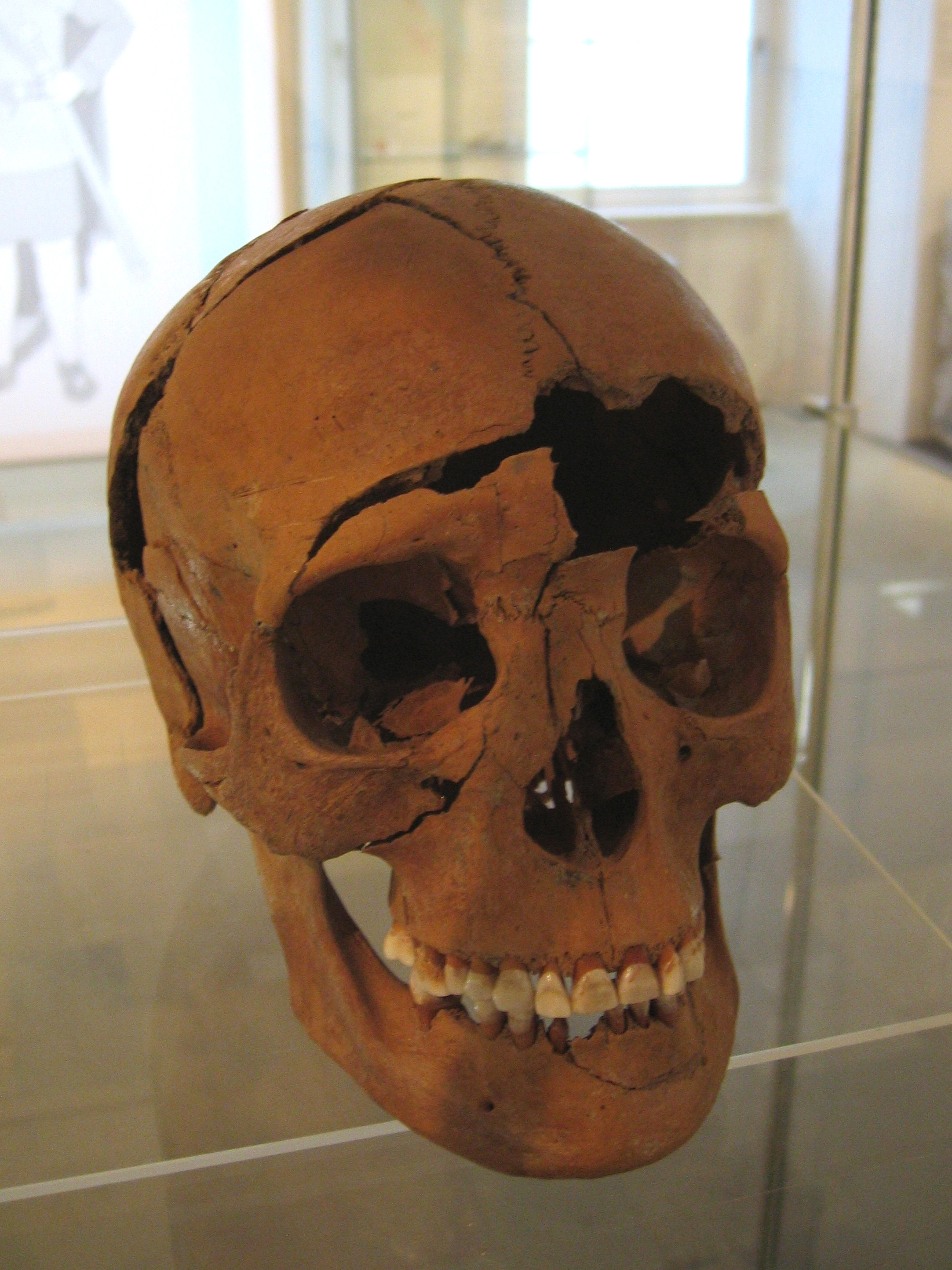
Crâne de femme avec des blessures de choc et des marques de coupures du puits de la villa rustica de Ratisbonne-Harting.

#### Trouvailles de squelettes
Comme dans les forts de Niederbieber et de Pfünz, il y a aussi des trouvailles de squelettes dans des habitations civiles, qui attestent d'événements de guerre. La plupart du temps, il s'agit de découvertes dans des puits. La plus connue dans ce sens provient de la villa rustica de Ratisbonne-Harting. Deux puits contenaient des fragments osseux d'en tout 13 individus. Ce sont surtout les crânes qui présentaient de sévères blessures, et on avait en outre scalpé les femmes. Beaucoup de victimes avaient été tuées par des coups vigoureux sur la région du front et des yeux, les cadavres finalement jetés dans les puits. L'anatomie suggère une parenté des victimes, il s'agissait sans doute des habitants de la ferme. Les os se trouvent maintenant dans le musée historique de Ratisbonne et dans la collection anthropologique d'État à Munich.
Aussi à Nida-Heddernheim, les victimes d'une attaque ont été jetées dans un puits ; il s'agissait dans ce cas d'une jeune femme, d'un individu masculin et d'un enfant de 2,5 à 3 ans. Une recherche en biologie moléculaire a montré que la femme était la mère de l'enfant, mais l'homme pas le père, les deux ayant entre 25 et 30 ans. Les victimes, en partie déjà gisant sur le sol, avaient reçu de nombreux coups avec un objet contondant d'abord dans la figure, et enfin sur l'oreille droite. En raison de l'état des os, on n'a pas pu établir le type de blessures chez l'enfant. À côté des victimes dans le puits se trouvaient les squelettes de trois chiens et d'un chat, mais on ne peut pas dire sûrement si les animaux ont été jetés en même temps que les victimes humaines. Les trois personnes étaient probablement d'origine germanique, si bien qu'il est supposé qu'il s'agit de personnel domestique, qui étaient restés dans la maison de ville malgré la crise, et qui ont été victimes d'excès de violence de la part de pilleurs alamans.
En 1975, on a trouvé dans le puits d'une villa rustica près de Heddernheim à Francfort-Schwanheim le squelette d'un homme gracile d'environ 20 ans couché sur le dos. Le crâne montrait des traces de coups de sabre ; le squelette avait perdu tous les os des pieds et la plupart de ceux des mains. Dans le puits, daté par des monnaies d'après 228/229, se trouvaient aussi une image cultuelle de taureau ainsi qu'un nombre inhabituel de dents de cheval, si bien que l'on considère cette découverte comme une inhumation exceptionnelle rituelle,.
Les parties des squelettes d'un vicus de Nidderau-Heldenbergen ne peuvent pas être clairement attribuées à des victimes civiles ou militaires, mais il est clair qu'il s'agit de victimes d'un combat brièvement après l'abandon du village en 233. À peu près 60 parties de squelettes ont été dispersées sur l'ensemble du vicus, correspondant à 10 à 12 individus masculins âgés entre 20 et 50 ans. La trouvaille d'armes suggère qu'il s'agit de soldats. Le fait que les cadavres sont restés sans sépulture dans le vicus abandonné près d'une voie romaine vers le fort de Marköbel, si bien qu'ils ont été dispersés par des animaux, indique qu'il est possible que ce soient des Germains, victimes de la contre-attaque romaine sous 
Maximin Ier le Thrace en 235.
D'autres découvertes d'ossements que l'on peut considérer en rapport direct avec la chute du limes peuvent être citées à Augusta Raurica (Augst), dans un temple près de Ratisbonne, à Ladenburg près de Heidelberg et dans des villas près de Mundelsheim, Pforzheim et Waiblingen.

#### Monuments en pierre

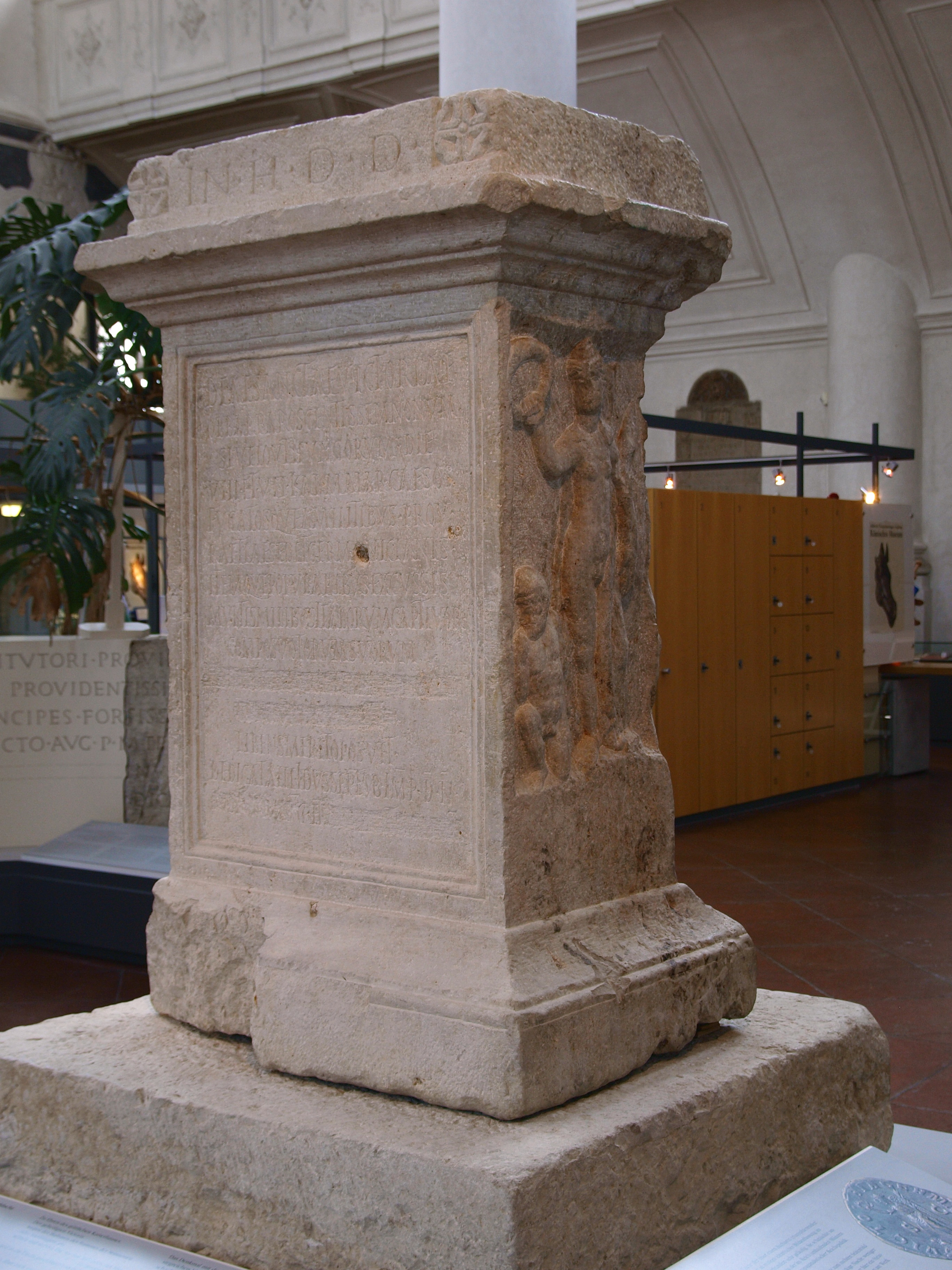
Autel de la Victoire d'Augsbourg.

##### L'autel de la Victoire d'Augsbourg
Le monument en pierre le plus important qui éclaire les événements de la zone frontière est sans aucun doute l'autel de la Victoire d'Augsbourg. Cette pierre a été découverte en août 1992 à environ 350 m au sud du territoire de la capitale de province rhétique d'Augusta Vindelicorum (Augsbourg) dans une tranchée. À l'époque romaine, se trouvait là un bras mort du Lech. La pierre haute de 1,56 m, en forme d'autel, présente à côté de deux reliefs de côté une grande inscription sur le devant, et supportait sans doute une statue de la déesse Victoire.
La pierre a été réutilisée en 260, comme en témoigne une inscription plus ancienne de Sévère Alexandre dans une écriture différente. L'inscription la plus récente a été, elle aussi, partiellement effacée, en particulier les lignes 11, 12 et 15 avec les noms des consuls Postume et Honoratianus. L'inscription rapporte une bataille de deux jours les 24 et 25 avril 260 contre les Semnons et les Juthunges et de la libération des Italiques prisonniers. On peut déduire des circonstances qu'il s'agit de pillards germaniques qui avaient traversé les Alpes en hiver 259, et qui se trouvaient chargés de butin sur le chemin du retour.
Les troupes romaines étaient conduites par le chevalier Marcus Simplicinius Genialis au lieu du gouverneur, on cite une force de frappe rassemblée en hâte à partir de soldats de la province de Rhétie, de bandes « germaniques » (germanicianis, possiblement les derniers restes de troupes auxiliaires sur le limes), et d'habitants du lieu. Sur l'inscription, l'indication du consul Postume, encore reconnaissable, témoigne que la province appartenait en 260 à l'empire des Gaules. Mais ceci ne peut avoir été le cas que pour un court intervalle, car les lignes correspondantes de l'inscription ont été effacées peu après.

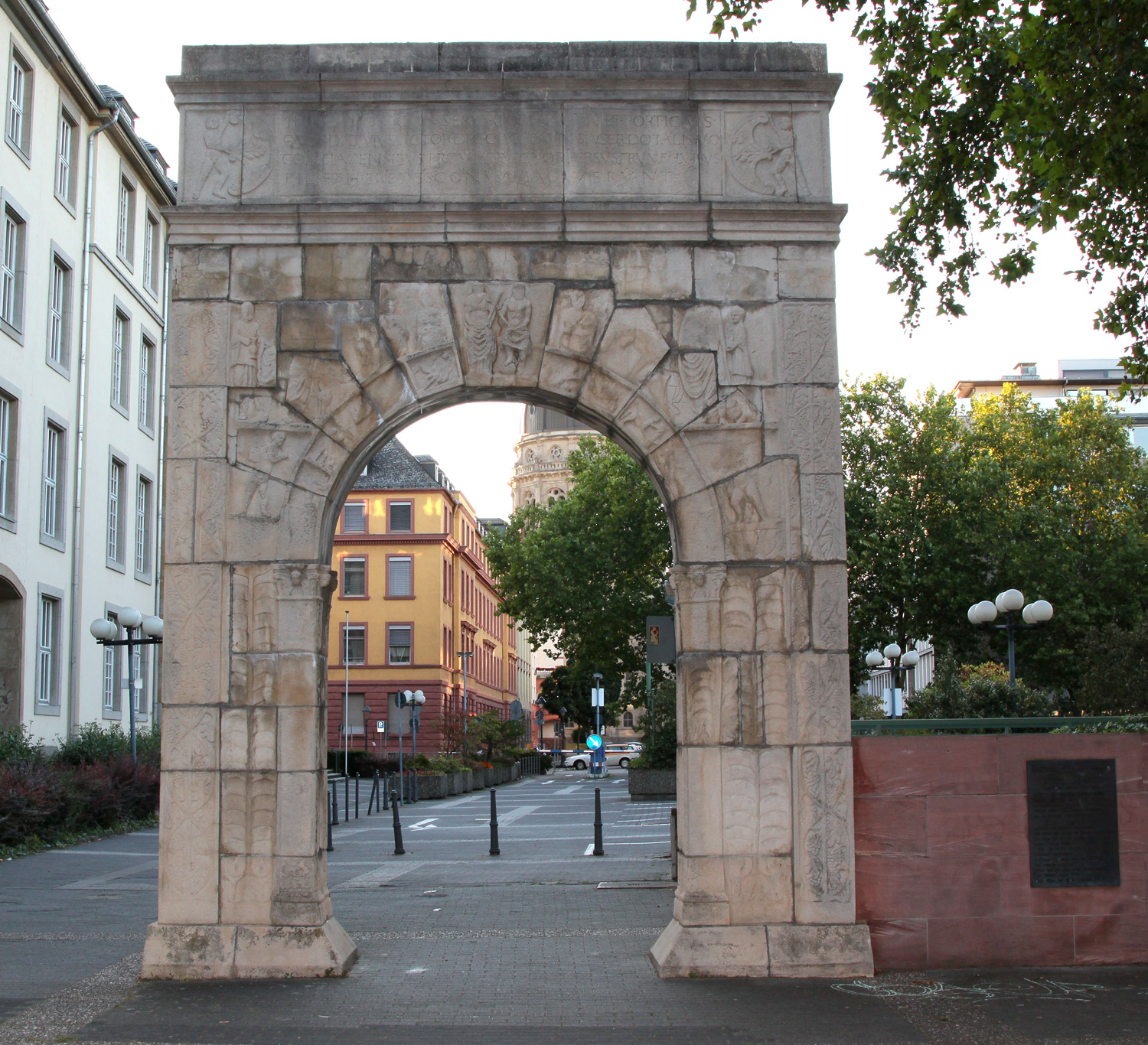
Copie de l'arc de Dativius Victor à Mayence.

##### Arc de Dativius Victor
43 blocs de l'arc de Dativius Victor ont été trouvés entre 1898 et 1911 comme spolia dans le mur médiéval de la ville de Mayence. L'arc, haut de 6,50 m et large de 4,55 m est considéré comme un arc d'honneur, même s'il n'était pas tout seul à l'origine, mais faisait partie d'un portique, qui a été nommé à la suite de l'inscription portée sur le devant de l'attique. Il en découle que le conseiller municipal Dativius Victor de la Civitas Taunensium, la région de Nida-Heddernheim, avait promis l'arc avec le portique aux citoyens de Mayence. La partie avant de l'archivolte est décorée avec un zodiaque, la clé de voûte montre Jupiter et Junon. Sur la surface au-dessus de l'archivolte, des scènes de sacrifice sont présentées, avec deux genii. Le champ de l'image, qui n'est pas subdivisé est dominé par un prêtre enveloppé de sa toge, peut-être le donateur lui-même dans l'exercice de son sacerdoce.
Il paraît inhabituel qu'un décurion d'une civitas extérieure voue un tel monument à Mayence (Mogontiacum). La consécration à Jupiter Conservator (Jupiter le « préservateur ») fait penser à un événement à l'issue favorable, peut-être une fuite des territoires de la rive droite du Rhin.
Outre l'arc de Dativius Victor, il y a un autre monument en pierre qui pourrait attester de la retraite d'un conseiller municipal de la civitas Taunensium vers Mayence. Le duumvir Licinius Tugnatius Publius de Nida a fait ériger sur son terrain dans le fort de Mayence une colonne à Jupiter (in suo ut haberet restituit),. Cette inscription est aussi vouée à Jupiter Conservator. Mais on connaît aussi des inscriptions d'officiels de la civitas, qui sont d'abord restés à Heddernheim et que l'on date de la même époque.

#### Découvertes de trésors
Les découvertes de trésors ont longtemps été considérées comme la principale preuve des attaques des Germains du IIIe siècle, et on a même essayé sur la base de leur carte de reconstruire les voies d'attaque. Le grand nombre de nouvelles trouvailles au XXe siècle, la livraison parfois incomplète des trésors et la circonstance que la datation à l'année près est rarement possible, ont conduit à une estimation sceptique de la force de la preuve. Parmi les trésors, on distingue entre les trésors purement monétaires, ceux de métaux précieux, d'outils et de vieux métaux. Certains types ne doivent pas être indiscutablement ramenés au pillage par des Germains. Les critères principaux pour cette assignation sont la composition et la situation de la découverte des trésors.
| Nom                                       | Lieu                                                 | Date                    | Description |
| ----------------------------------------- | ---------------------------------------------------- | ----------------------- | --- |
| Trésor de Weissenbourg                    | Weissenbourg / fort de Weissenbourg (Biriciana)      | 233 ou peu après        | Le trésor de Weissenbourg a été découvert en 1979 pendant des travaux de jardinage à 70 m au sud des thermes romains de Weissenbourg. Il contenait des plaques votives, des statuettes et des vases de bronze, des parties d'armement de parade et des ustensiles de fer. La composition suggère qu'il s'agit de l'inventaire d'un temple,. |
| Trésor du temple de Mauer bei Amstetten   | Mauer bei Amstetten / Locus Felicis (Basse Autriche) | 233 ou peu après        | La trouvaille de Mauer est très voisine de celle du trésor de Weissenbourg dans sa composition. Elle a été trouvée en 1937 dans un fossé près du mur du fort. Les pièces d'armure sont ici totalement absentes, et les pièces n'atteignent pas pour la plupart la qualité des objets comparables de Weissenbourg. L'importance de cette trouvaille autrichienne consiste en ce que l'on a ici concrètement l'inventaire d'un temple de Jupiter Dolichenus. |
| Trésor de fer de Künzing                  | Künzing / fort de Künzing                            | 243/44 ou après         | Le trésor de fer de Künzing fait partie, avec ses 82 kg des plus grandes découvertes de trésors. Il a été trouvé pendant les fouilles de Hans Schönberger en 1962, à l'est des principia dans une fosse peu profonde. Il contenait un nombre jamais vu d'armes et d'objets d'armement militaires, qui donnent une vue sur l'armurerie d'une cohorte. Une monnaie de Gordien III, trouvée simultanément, est la monnaie la plus tardive du domaine du fort. Les trouvailles de métal étaient toutes fondues et apparemment tombées à terre seulement après la destruction du fort. À Künzing, on connaît plusieurs autres trouvailles de trésors, parmi lesquels deux trésors de bronze, qui comprenaient aussi des objets partiellement fondus,. |

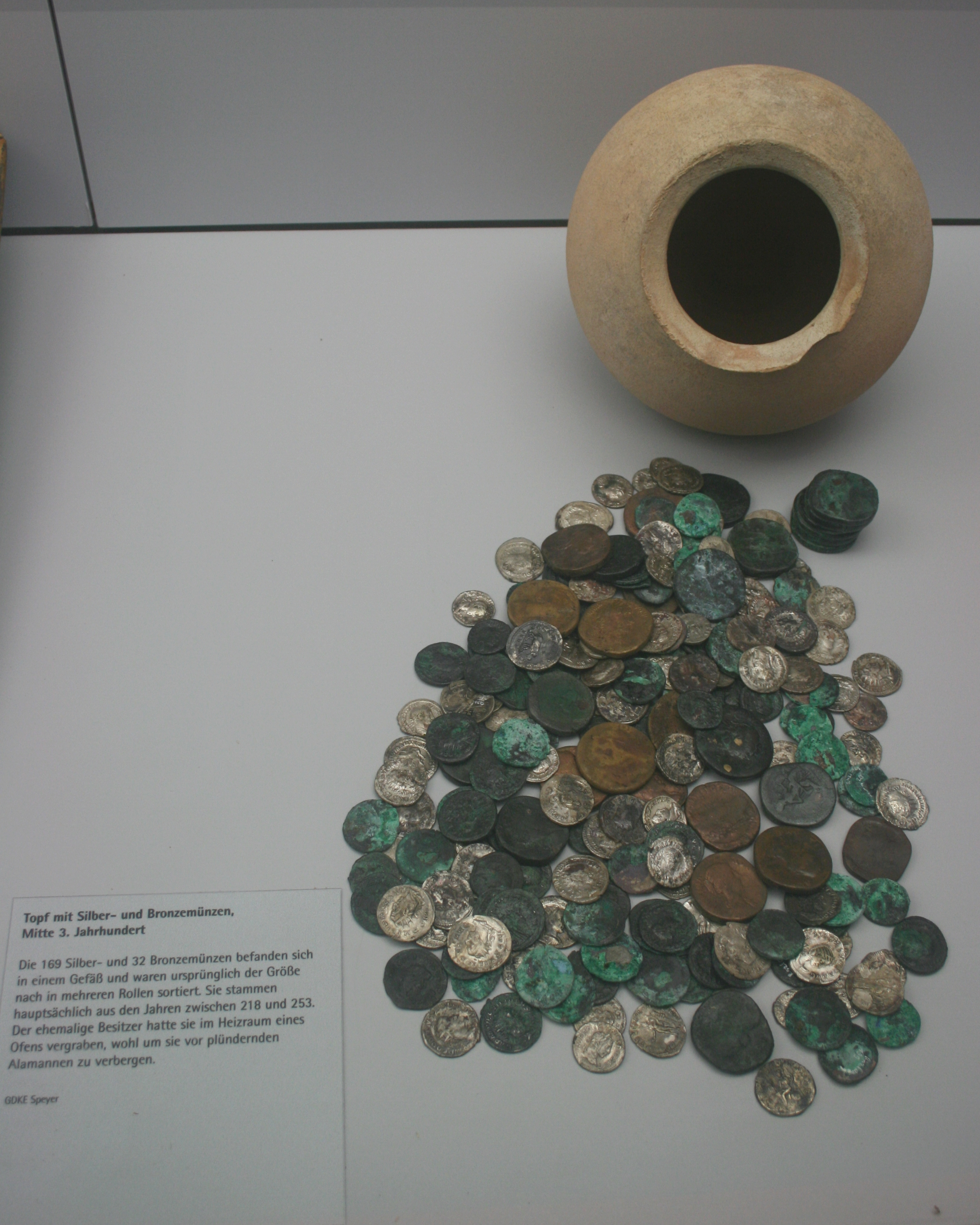
Petit trésor de monnaies du vicus de Rheinzabern (Tabernae) au Terra-Sigillata-Museum.

| Trésor de Hagenbach                       | Hagenbach (Rhénanie-Palatinat)                       | 259/60                  | Le trésor de Hagenbach, avec ses 128 pièces, est la plus grande découverte de plaques votives en argent. Les inscriptions suggèrent qu'il s'agit d'un pillage de la province d'Aquitaine. Ce caractère de la découverte est souligné par des récipients d'argent cassés. En outre, le trésor contient un grand nombre de bijoux d'argent, dont des anneaux en barres massifs, ainsi que des bracelets et des colliers. Comme le trésor de Neupotz trouvé non loin, celui de Hagenbach a été caché dans une fosse de gravier, et est resté pendant 20 ans sans relation avec d'autres fouilles,. |
| Trésor dit des Alamans, trésor de Neupotz | Neupotz                                              | 260, peut-être 277/78   | Le trésor de Neupotz a été mis au jour depuis 1967 dans une fosse de gravier au sud de la localité de Neupotz. Avec plus de 800 objets, il forme le plus grand ensemble d'artefacts métalliques dans les provinces du nord-ouest. La composition, et la situation de la découverte dans un ancien méandre du Rhin, indiquent que le trésor a été perdu pendant la traversée du fleuve. Les monnaies trouvées dans un récipient présentent une monnaie la plus récente de Gallien, ce pourquoi le trésor est daté couramment de 260,. |
| Trésor de fer du fort d'Eining            | Eining, à Neustadt an der Donau / fort d'Eining      | IIIe siècle - 1e moitié | Le trésor de fer d'Eining a été trouvé par un labour en 1975. Il contient notamment tout ou partie d'un masque de type oriental, de 3 casques occipitaux en bronze, de 4 jambières et de 5 plaques de protection pour la tête des chevaux. |
| Trésor de Straubing                       | Straubing                                            | IIIe siècle - 1e moitié | Le trésor de Straubing a été trouvé en octobre 1950 pendant des travaux de construction à l'ouest de la ville sur le territoire d'une villa rustica. Dans un chaudron en cuivre, il y avait déposés 7 masques de casques de visage (4 de type hellénistique, 3 de type oriental), une moitié arrière de casque en fer, 5 jambières richement ornées, avec genouillères, 8 plaques de protection pour la tête des chevaux, 7 figures de dieux, ainsi que diverses petites pièces de bronze. En outre il y avait diverses armes et outils de fer. À cette époque, le trésor était unique en son genre. Il provenait sans doute du pillage du fort de Sorviodurum situé à 3 km à l'ouest, au IIIe siècle.                                           |

#### Trésors de monnaies
L'enfouissement de trésors de monnaies était quotidien dans l'époque préindustrielle et est évoquée dans quelques sources écrites, même dans l'Évangile selon Matthieu ou les Satires d'Horace. Faute d'un système de banques, le sol était le lieu naturel pour cacher des valeurs importantes. La cartographie des trésors monétaires par la numismatique des fouilles a longtemps été considérée comme une possibilité pour établir les voies d'attaque des Germains. Mais en fait, il existe toute une série de motifs pour enfouir des trésors de monnaie et (en fait encore plus important) pourquoi ils n'ont pas été récupérés. En outre, la datation au moyen de la pièce la plus récente est souvent problématique,.
On ne trouve donc pas pour l'époque de la chute du limes d'image unique ni dans le temps ni dans l'espace. Dans les provinces gauloises et germaniques, les trésors monétaires sont particulièrement nombreux entre 220 et 300, mais dans les zones frontières, à part Niederbieber, ils sont assez rares après 235 ; les centres de gravité se trouvent en Gaule du nord et centrale. Il est remarquable que les trésors de monnaie du IIIe siècle ont été enterrés en masse pendant les années 242-244 ou 253-254, quand des troupes ont été levées pour des campagnes à l'étranger sous Gordien III ou Valérien et Gallien respectivement. À ces périodes se trouvent aussi des traces de combats plus nombreuses dans le territoire du limes. Dans un travail paru en 2001, on a pu recenser 1724 trésors avec des monnaies terminales entre Marc Aurèle et Dioclétien
| Nom                              | Lieu                                                     | Terminus post quem                  | Description |
| -------------------------------- | -------------------------------------------------------- | ----------------------------------- | --- |
| Trésor d'Ober-Florstadt          | Ober-Florstadt / Fort d'Ober-Florstadt                   | 233 ou peu après (Sévère Alexandre) | Avec 1136 deniers, ce trésor représentait un an et demi de salaire de soldat auxiliaire. Il se trouve maintenant au musée de Wetterau à Friedberg. Cet enfouissement est probablement relié aux attaques des Alamans de 233–235. |
| Niederbieber                     | Niederbieber, quartier de Neuwied / fort de Niederbieber | 259/60                              | Au fort de Niederbieber, détruit en 259/260 par des combats, on a trouvé jusqu'à présent 5 trésors monétaires, dont 3 à l'intérieur du fort. L'un d'entre eux a été trouvé au sein des principia (poste de commandement), dans un chaudron de bronze. Il comprenait 889 antoniniens, les monnaies les plus récentes étant datées de 259. On a nommé cette trouvaille « caisse de la troupe », et elle se trouve maintenant au musée régional rhénan de Bonn. En 1989, un autre grand trésor de 1942 deniers et un antoninien a été trouvé, qui est daté des années 230, et se trouve maintenant au musée régional rhénan de Trèves. Les monnaies les plus récentes des trois autres trésors connus datent deux fois de 259 et une fois de 258. |
| Trésor de monnaies de Neftenbach | Neftenbach                                               | 263–65 (Postume)                    | En décembre 1983 des fouilles de l'archéologie cantonale de Winterthour a trouvé dans la ferme de Neftenbach près de Winterthour / Vitudurum un trésor de 1243 pièces d'argent. Les deniers et antoniniens étaient cachés dans une urne en bronze et ont été corrodés en un seul bloc. Une stratigraphie de l'ensemble au sein du récipient ne pouvait pas être déterminée, mais des structures comme un rouleau et divers sachets ont été visibles par rayons X. Le trésor était caché sous le plancher d'un bâtiment voisin. La destruction du site ne semble pas correspondre au dépôt, elle n'a eu lieu qu'en 280. |
| Trésor de Brauweiler             | Brauweiler, à Pulheim                                    | 271-274 (Tetricus Ier)              | Le trésor de Brauweiler a été découvert en novembre 1971 pendant des travaux de construction sur la Mühlenstraße. Dans un pot du style d'Urmitz (Forme Niederbieber 89) se trouvaient en tout 2623 monnaies. Elles avaient été démonétisées ; leur année de frappe la plus ancienne était 254, des frappes de l'empire des Gaules dominaient avec 79%. |

## Suites

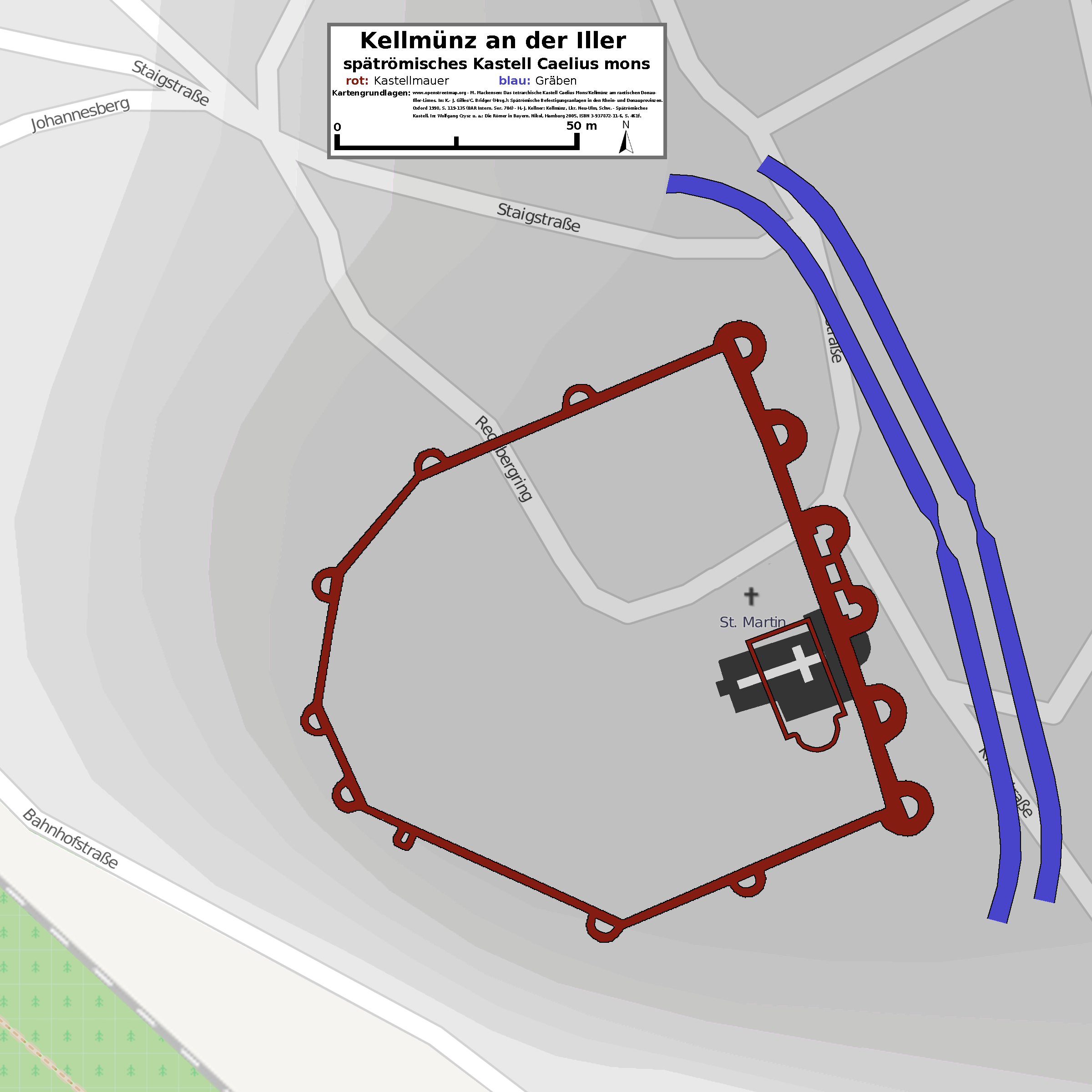
Fort romain tardif de Kellmünz an der Iller (Caelius Mons).

### Défense des frontières pendant l'Antiquité tardive
À la suite des querelles internes au sein de l'empire romain avec l'empire des Gaules et les peuples envahisseurs dans le territoire impérial, l'empire romain n'a pas réussi longtemps à sécuriser les frontières sur le Rhin et le Danube. L'empereur Probus est le premier à agir énergiquement contre les Germains. Il les repoussa de la Gaule, entreprit une attaque sur le Neckar et le Jura souabe et, selon Zosime, a réussi à battre les Burgondes, les Vandales et les Goths sur le Lech. Une inscription honorifique de la cour d'Augsbourg caractérise l'empereur comme restitutor provinciarum et operum publicorum (Rétablisseur des provinces et des ouvrages publics).
Sur la base de cette inscription, les premières mesures de sécurisation de la frontière romaine tardive, telles que la première phase de construction du fort de Vemania près d'Isny im Allgäu ont parfois été attribuées à Probus. Les 
séries de monnaies des plus importants bâtiments de fortification ne commencent toutefois qu'avec la période de Dioclétien (à partir de 285). L'installation du limes Danube-Iller-Rhin, qui alors sécurisait la frontière de l'empire principalement le long de fleuves importants, ne peut pas être attribuée sûrement à l'un ou à l'autre de ces deux empereurs. Des découvertes d'inscriptions de fortifications comme le fort de Tasgetium (Eschenz près de Stein am Rhein) indiquent cependant que le nouveau système de frontières n'a été construit systématiquement que sous la Tétrarchie.
Les mesures impériales ont stabilisé la défense des frontières romaines durablement, et ont tenu jusqu'au début du Ve siècle. Des forts substantiellement plus petits avec une garnison diminuée, notamment de nombreux 
burgi (petite fortification en forme de tour) ou des points d'amarrage pour des détachements de la flotte, surveillaient alors la frontière et décourageaient les pillards. Contrairement aux camps du moyen empire, les forts du bas empire étaient souvent adaptés à la situation géographique et utilisaient comme les châteaux médiévaux des croupes montagneuses raides et des îles dans les rivières, qui rendaient plus difficile l'approche de l'ennemi. Les troupes de la frontière dans ces forts n'étaient plus composées de troupes auxiliaires, mais de limitanei. Cette stratégie était complétée par des campagnes d'intimidation et de vengeance des troupes de campagne mobiles ainsi que par des traités (foedera) avec, en particulier les seigneurs de guerre alamans.
Ce n'est qu'environ à partir de 395, quand des troubles intérieurs et des guerres civiles ont conduit à ce que les actions offensives romaines sur le territoire de la rive droite du Rhin diminuent, tandis qu'en même temps, les troupes des forts de la frontière étaient retirées, ou n'étaient plus payées, que le limes Danube-Iller-Rhin s'effondra progressivement.

### Circulation monétaire
Dans la zone du limes, la circulation monétaire ne s'est pas soudain effondrée en 259/260. Alors que dès 233 et le règne de Sévère Alexandre le nombre des pièces perdues avait fortement reculé, cette courbe convexe ne tomba pas à zéro avec la chute du limes sur la plupart des emplacements d'habitation et de forts. Des monnaies frappées plus tard avaient été perdues isolément, mais on ne peut pas dire si elles provenaient d'habitants de la province restés en place ou de Germains. Dans ce « bruit de sol » tardif de pièces isolées perdues, la plupart des séries apparaissent tôt ou tard dans les années 250. Il est remarquable que ceci s'est produit au début des années 250 dans les habitations ouvertes, vers 255 sur la plupart des emplacements de forts et vers la fin des années 250 à proximité du Rhin. Dans les chefs-lieux de civitas et les vici ceints de murs, la courbe est descendue plus lentement, et possédait encore après 260 un niveau appréciable.
Une circulation rudimentaire d'argent romain continua aussi après 260 dans les territoires évacués. Les centres en sont géographiquement Bad Ems, Wiesbaden, Friedberg, le fort de Groß-Gerau, Stockstadt, Heidelberg, Pforzheim et Riegel. Ici non plus, on ne peut pas dire si cette utilisation de l'argent romain était à rapporter à des Alamans nouvellement installés, dont la présence en ces lieux est perceptible par les fouilles, ou à des Romains restés en place.

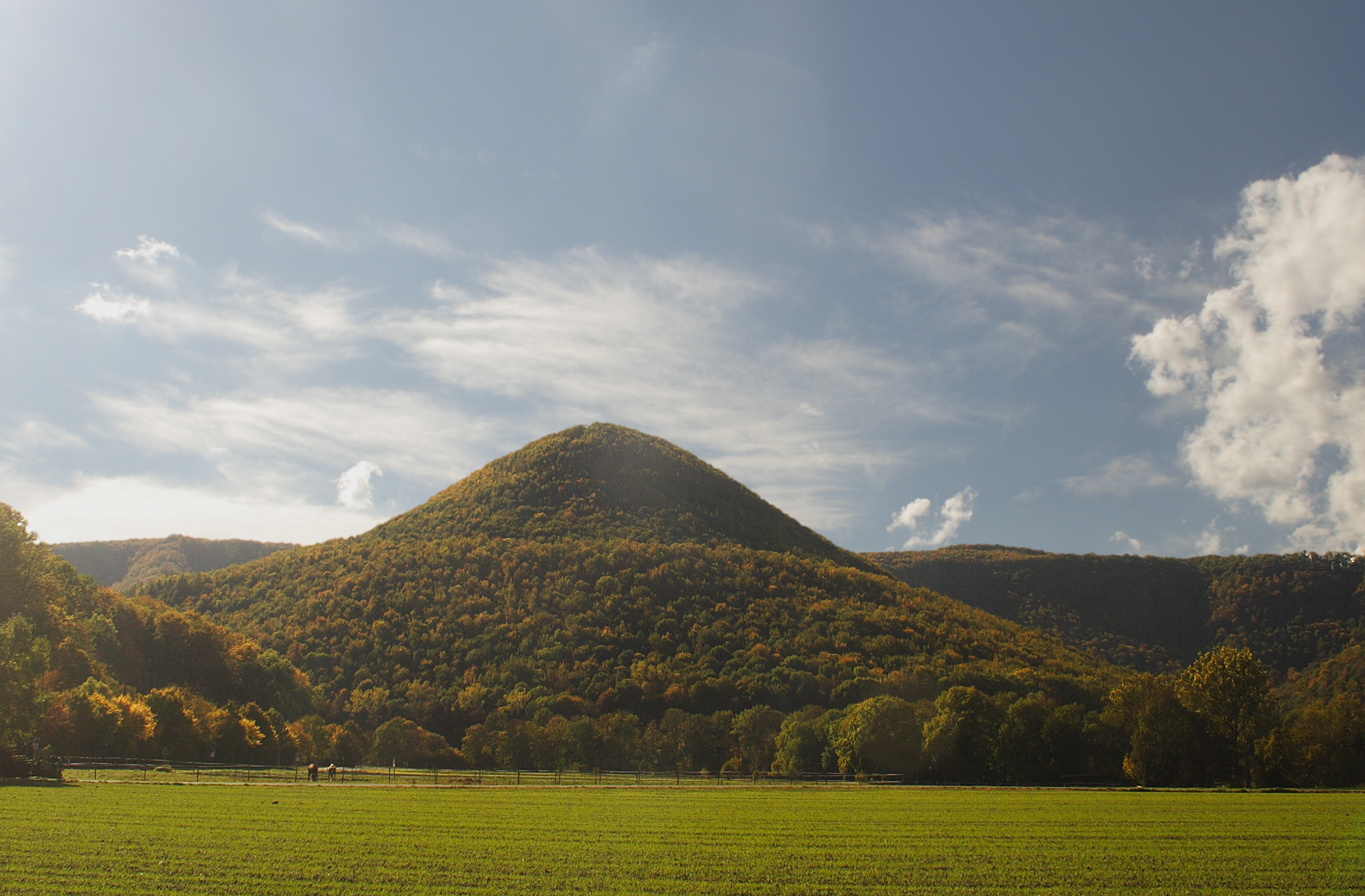
Le Runder Berg près de Bad Urach, lieu d'une place noble des Alamans.

### Structure de l'habitat
La chute du limes a changé fondamentalement la structure des territoires concernés. L'ancienne conjecture que les Alamans auraient évités les habitations précédemment romaines s'est révélée incorrecte. Les constructions germaniques dans des bâtiments romains ou des trouvailles totalement germaniques sont rares, environ à ou près de villa à Bondorf, Bietigheim-Weilerlen et Lauffen, À cet égard, les trouvailles alamanes de beaucoup de villages de forts sur le limes principal sont remarquables,,,. À part le cas d'un état de ruines, la réutilisation de bâtiments romains pouvait aussi se heurter à des possibilités techniques, comme pour la construction des toits, ou les installations d'adduction d'eau. Les habitations alamanes, comme on les trouve dans le territoire nouvellement occupé de la Wetterau à partir des années 280, consistaient en bâtiments en bois, et pouvaient aussi se trouver à proximité d'habitations romaines, mais devaient se trouver à proximité d'une eau courante.
Contrairement aux habitations largement ouvertes et non protégées du moyen empire, les habitations du bas empire utilisaient de nouveau fortement les situations en hauteur, favorables à une fortification. En Rhétie, on trouve des exemples frappants au Lorenzberg près d'Epfach, au Moosberg près de Murnau am Staffelsee et à Kempten (Cambodunum), où l'habitation du moyen empire sur le Lindenberg avait été abandonnée, et une fortification romaine avait été construite sur la colline de Burghalde. Du côté alaman, quelques habitations avaient été construites en hauteur, comme Glauberg dans la Wetterau, ou le Runder Berg près de Bad Urach, lieu d'une place noble des Alamans. Dans le territoire du limes, la chute du limes a introduit ainsi le passage de l'Antiquité aux rapports médiévaux.